# Chatouillement (torture)

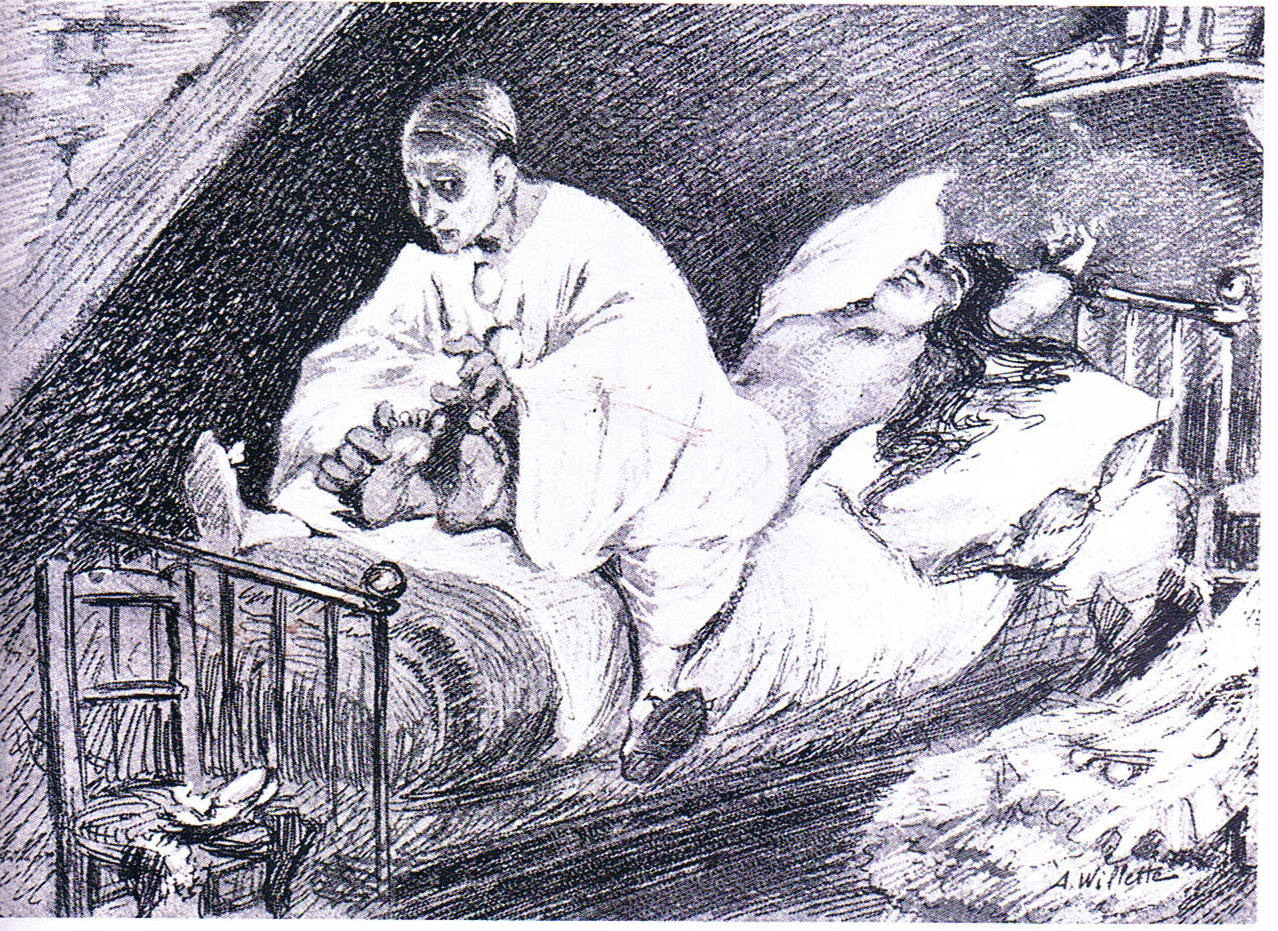
Pierrot assassin de sa femme, gravure d'Adolphe Willette, La revue illustrée, 1888.

Le chatouillement est un genre de torture ou de supplice hypothétique mentionné par certains auteurs et représenté dans certaines œuvres de fiction.
Des auteurs du dix-neuvième siècle, médecins, historiens ou écrivains, entretiennent l'idée qu'un chatouillement poussé jusqu'à un stade extrême pourrait constituer une réelle torture, voire provoquer la mort. Ils appuient leurs affirmations sur des exemples tirés de l'histoire ou des anecdotes : certains puisent dans les anciens traités de criminalistes qui mentionnent l'emblématique torture de la chèvre, rendue populaire au cinéma dans le film François Ier ; d'autres rappellent une célèbre affaire criminelle impliquant une sorte de Barbe-Bleue faisant périr ses épouses successives en les chatouillant ; l'histoire fournit d'autres exemples d'emploi de ce genre de supplice, comme la guerre des Cévennes ou la guerre de Trente Ans, le système judiciaire des Frères moraves, les cruautés commises par le prince Dracula, les tortures pratiquées dans la Rome antique, dans la Chine impériale ou au Japon. Certains de ces récits colportés au cours du temps s'avèrent invérifiables, et la médecine moderne finit par écarter au début du vingtième siècle le « danger mortel » que ferait courir un chatouillement ininterrompu. Quelques auteurs des XXe et XXIe siècles continuent néanmoins d'en répandre le bruit. Quant à la « torture par les chèvres », quoique plusieurs fois mentionnée dans les traités de procédure criminelle des XVIe et XVIIe siècles, et dans plusieurs autres écrits de la même époque, elle ne paraît pas constituer explicitement une « torture par le chatouillement ».

## Affaires criminelles

### L'affaire Reboul

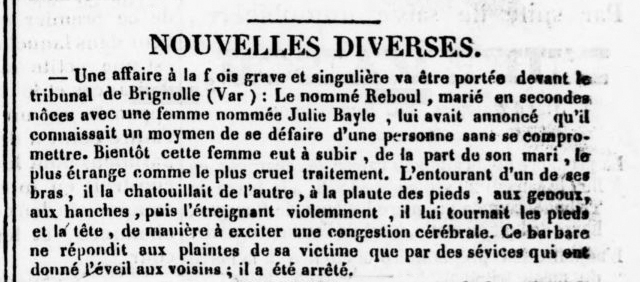
Article sur l'affaire, Journal du Cher, 20 novembre 1838.

Tout au long du dix-neuvième siècle, divers auteurs évoquent un fameux criminel qui aurait défrayé la chronique en assassinant ses femmes successives, pour leur dérober leur héritage, en les faisant périr par des séances ininterrompues de chatouillement. Le premier à l'évoquer est le docteur Auguste Bonnet, professeur de pathologie interne à l’École de médecine de Bordeaux. Dans un article publié en 1839, il laisse entendre, d'ailleurs, que le criminel aurait été jugé malade et pénalement irresponsable : « Un mari se procure un triple veuvage, et cela en garrottant ses victimes et en les chatouillant ensuite, folie !... ». Il se peut que le médecin évoque l'affaire d'un certain Reboul, jugé au tribunal de Brignoles, dans le Var, en novembre 1838. Marié en secondes noces, Reboul annonce à sa femme « qu’il connaissait un moyen de se défaire d’une personne sans se compromettre. Bientôt cette femme eut à subir, de la part de son mari, le plus étrange comme le plus cruel traitement. L’entourant d’un de ses bras, il la chatouillait de l’autre, à la plante des pieds, aux genoux, aux hanches, puis l’étreignant violemment, il lui tournait les pieds et la tête, de manière à exciter une congestion cérébrale. » Finalement, les voisins alertés interviennent, et font arrêter Reboul. Dans cette affaire, l'épouse n'a donc pas trouvé la mort. Mais évoquant de nouveau l'affaire en 1866, le même Bonnet écrit : « Nous avons eu, d’ailleurs, de nos jours, la preuve de ce fait : sous la Restauration, un mari se procura un triple veuvage en garrottant ses victimes et en les chatouillant ensuite », précisant que l'intervention du beau-frère permit de sauver la vie de sa quatrième épouse.
Entre ces deux dates, l'Encyclopédie du XIXe siècle évoque à son tour l'affaire dans son article, par le médecin Eugène Villemin, consacré au « rire » (tome 21, paru en 1846) : « Dans les années de ce règne, nos tribunaux ont été épouvantés par la féroce et criminelle ruse de cet homme, qui pour assassiner ses femmes légitimes sans laisser sur leur corps aucune trace de violence, les emmaillotait dans un drap et leur chatouillait la plante des pieds jusqu’à ce qu’elles fussent asphyxiées. »

### L'affaire Lelièvre dit Chevallier

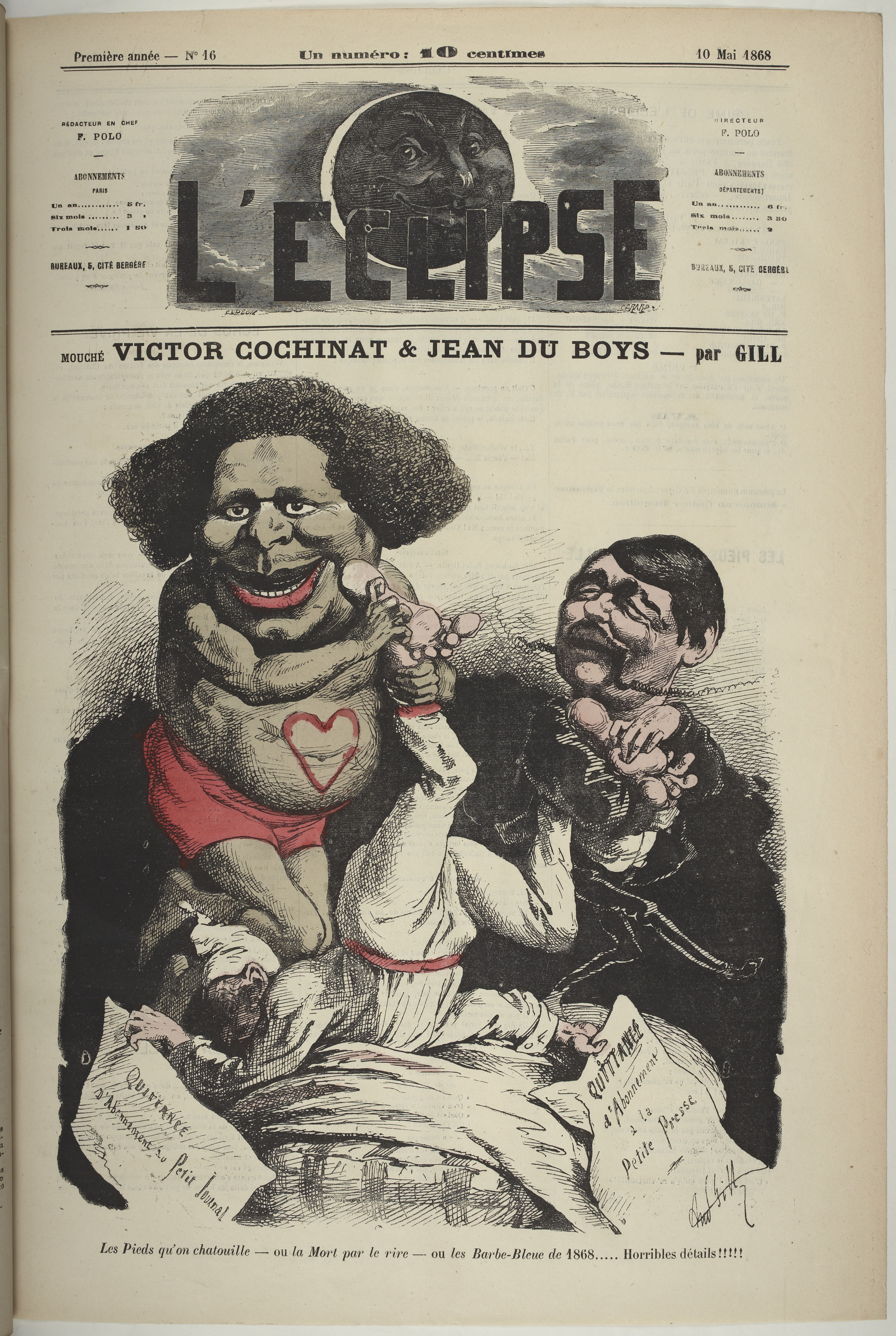
Illustration d'André Gill, "Les pieds qu'on chatouille ou La mort par le rire ou Les Barbe-Bleue de 1868" (caricatures de Victor Cochinat et Jean Duboys) dans L'Eclipse (10 mai 1868).

Le 26 avril 1868 paraissent le même jour deux feuilletons de presse mettant en scène la même trame thématique : un homme assassine ses femmes successives en les chatouillant afin de s'emparer de leurs biens. Le premier, intitulé « L'homme aux 4 femmes ou Le Barbe-Bleue de 1820 », publié en 51 épisodes dans La Petite Presse,, se présente comme le récit véridique de l'affaire Lelièvre, dit Chevallier, jugé aux assises du Rhône en novembre-décembre 1820 pour une série de crimes (empoisonnements, infanticide, enlèvement...). A en croire l'auteur, l'écrivain Jean Du Boys, sa chronique est directement inspirée du volumineux dossier de cette procédure criminelle, qui avait suscité, à l'époque, un grand émoi à travers toute la France : « Nous l'avons tous entendu raconter, cette légende de l'homme qui tuait ses femmes en les chatouillant à la plante des pieds », précise-t-il. Mais en réalité, le contenu de l'affaire, dont les annales ont été largement publiées, ne laisse nullement apparaître un quelconque cas d'assassinat par chatouillement, les victimes féminines ayant toutes péri par empoisonnement, avéré ou soupçonné. D'ailleurs, dans l'ensemble, Duboys se conforme assez fidèlement à la chronique judiciaire, réservant l'essentiel de son adaptation imaginaire et littéraire à la relation entre Lelièvre et sa concubine Jeanne Dejounk, veuve Débira, dite "la belle Hollandaise". Jean Duboys consacre à ce personnage le préambule de sa longue narration, inventant une infinité de détails romanesques, absents de la procédure réelle, pour finalement mettre en scène son terrible supplice. Mais passé cet épisode, il n'est plus question de chatouillement, et l'auteur se borne désormais à retranscrire les faits connus sans s'en éloigner.
En parallèle, un second feuilleton - celui-ci entièrement fictif - paraît dans Le Petit journal, sous la plume de Victor Cochinat, avec pour titre : « La mort par le rire, histoire de cinq femmes »,. L'histoire raconte en 23 épisodes les aventures d'un héros, M. de Civrac, se débarrassant de ses cinq épouses en les chatouillant jusqu'à ce que mort s'ensuive.
La concomitance entre les deux parutions, faisant supposer une opération coordonnée entre les deux journaux, suscite quelques jours plus tard la plaisante couverture d'un troisième journal, le satirique L'éclipse, illustrée par André Gill, mettant en scène les deux écrivains - Victor Cochinat et Jean Du Boys - chatouillant les pieds de leur lecteur insomniaque pour l'inciter à souscrire aux deux revues.

### Au vaudeville
En août 1868, soit quelques mois après la double chronique de Jean Du Boys et de Victor Cochinat, la même affaire inspire le scénario d'un vaudeville, Le chatouilleur du Puy-de-Dôme, de Duru et Chivot, joué au théâtre du Palais-Royal : Maître Framboisier vient de marier sa fille à Clermont-Ferrand et s'apprête, avec d'autres convives, à quitter le domicile des nouveaux époux. Lisant le journal en attendant l'heure de son train, il apprend le procès d'un assassin, que l'on s'apprête à juger, surnommé le « chatouilleur du Puy-de-Dôme », parce qu'il fait disparaître ses femmes en les chatouillant. Étant subitement persuadé que le mari de sa fille n'est autre que cet assassin, s'ensuit une série de quiproquos.

### Excoffon

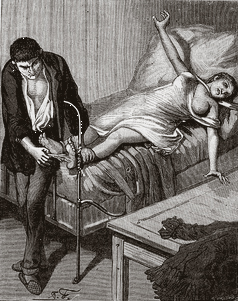
Illustration des Mémoires de Monsieur Claude (seconde édition, 1884).

En 1881-1883, les Mémoires de Monsieur Claude reviennent sur l'affaire en la romançant quelque peu, : l'assassin est présenté sous le nom d'Excoffon le « Barbe Bleue », et l'affaire commence à Paris, rue des Vertus en 1834. Sa première épouse, la belle Simone Seurlat, lui apporte 15 000 francs de dot. Elle meurt au bout de six mois de mariage seulement dans des convulsions épileptiques. Excoffon change de quartier pour épouser une seconde femme qui lui apporte de nombreuses terres dans le midi après avoir péri dans les mêmes circonstances. Et ainsi de suite jusqu'à sa quatrième femme. Mais cette dernière périt étranglée, contrairement aux trois premières. Commence alors l'enquête de police conduisant à l'audition d'un témoin crucial : les cris mêlés de rires hystériques de la première épouse d'Excoffon avaient attiré l'attention d'un voisin qui parvint à observer la scène par le trou de serrure de la chambre d'Excoffon (on remarquera au passage l'invraisemblance de la situation) pour s'apercevoir, avec horreur, que l'assassin avait lié sa victime sur son lit afin de promener librement une plume sous la plante de ses pieds. Mais Excoffon a pris la fuite et n'est jamais retrouvé. Un policier prétendit néanmoins l'avoir retrouvé sur une barricade de la Commune en 1871. Ce récit, probablement imaginaire, imputé à Antoine Claude, chef de la Sécurité sous le Second Empire, serait en réalité l’œuvre de Théodore Labourieu.
La seconde édition, parue en 1884, est accompagnée d'une gravure (ci-contre), dont il est question ci-dessous (« Dans les arts et la littérature »).

### Une seule et même affaire?
À travers toutes ses versions successives, le récit conserve deux éléments permanents : l'assassin s'est remarié (Reboul en est à son second mariage) ; un tiers intervient pour interrompre l'agression (les voisins, un frère dissimulé...). Mais il reste à découvrir si Auguste Bonnet et Eugène Villemin, en 1839 et 1846, évoquent bel et bien l'affaire Reboul, ou s'il ne s'agit pas d'une autre affaire.

## Dans la littérature médicale jusqu'au dix-neuvième siècle
Au cours de l’histoire, la médecine a étudié les effets du rire, bénéfiques ou néfastes, sur la santé. Le rire excessif était réputé entraîner, dans des cas rarissimes, de spectaculaires conséquences telles qu'une prompte guérison, ou à l'extrémité inverse, la mort. Quant à ce mode de production mécanique du rire qu’est le chatouillement, il est si incommodant qu’il pouvait, supposait-on, représenter une sorte de torture, dans les situations les plus extrêmes, capable également d'amener la mort. Malgré un examen poussé de la physiologie et du système nerveux, le phénomène du rire demeure, dans son mécanisme, enveloppé de mystère, et encore plus celui du chatouillement. Les différents auteurs, entre le XVIe siècle et le XIXe siècle, en sont donc réduits à convoquer un certain nombre d’anecdotes, ou de faits historiques, pour illustrer les différents cas de figure. Mais il semble que, concernant la torture par le chatouillement, le sujet prenne de l’ampleur essentiellement au XIXe siècle, où l’on se plaît à rappeler avec insistance certains épisodes marquants de l’histoire tels que la guerre des Cévennes, ou l’épopée des Frères Moraves. L'idée est cependant abandonnée par le corps médical à la fin du XIXe siècle.

### «Vrai rire» et «faux rire»

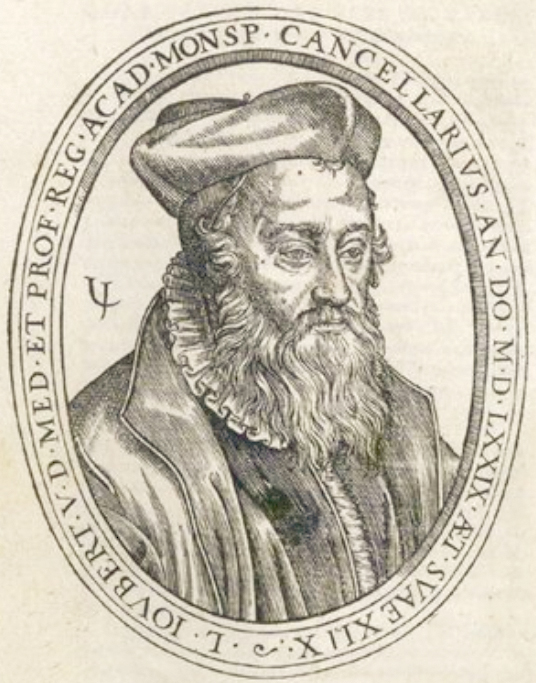
Portrait gravé de Laurent Joubert, Traité du ris, 1579.

L'explication du rire, en tant que phénomène, demeure mystérieuse aux yeux des différents auteurs. Dans son Traité du rire, publié une première fois en 1560, Laurent Joubert, éminent médecin, rappelle que Moïse Maïmonide, s'appuyant lui-même sur Galien, déclare dans ses Aphorismes que nul ne connaît la raison du rire, et encore moins celle du chatouillement,. En 1814, Denis-Prudent Roy, docteur en médecine de la faculté de Paris, fait état des mêmes incertitudes,, mettant le phénomène du rire sur le compte des « lois sympathiques », dont seuls les « effets nous sont parfaitement connus ». Décrivant ces effets, il établit une distinction entre le rire qui découle de « l’idée fugitive du risible », transmise au cerveau par l’œil ou l'oreille, et le rire du chatouillement que provoque la seule excitation d'un organe : la peau. Reprenant à son compte les auteurs de l'Antiquité comme Pline l'Ancien, Joubert avait établi deux sortes de rire : le rire naturel, « légitime », ou « vray rire », « procédant de nature », c'est-à-dire se manifestant à la suite d'une idée plaisante, comme on le conçoit ordinairement ; le « rire malsain », « bâtard », « non légitime », ou « faux rire », causé par l’absorption de certaines substances nocives et hallucinogènes, la fièvre, la frénésie, la « blessure du diaphragme », la folie, etc., où il range différentes catégories de rires pathologiques (rire sardonien ou sardonique, rire cynique, rire canin, etc.), pouvant éventuellement conduire à la mort,.

### Effets bénéfiques du rire
Les différents auteurs se transmettent, de siècle en siècle, un certain nombre d'anecdotes relatant des cas de guérison subite à la suite d'un rire aux éclats. Joubert fournit un certain nombre de ces histoires, invariablement reprises par la suite, ou dans des versions légèrement différentes. Louis Richond des Brus, docteur en médecine de la faculté de Paris, cite encore l'un de ces cas en 1844  : « Un cardinal mourant dut la vie à son singe, dont la tournure grotesque, un jour qu’il s’était coiffé de son chapeau, lui causa de grands éclats de rire. (...). » Samuel Tissot, médecin suisse, abordant en 1779 la même question des effets du rire sur la guérison de maladies, cite à peu près les mêmes cas, ajoutant ceux-ci : « Erasme dût son rétablissement au rire que lui occasionna la lecture des lettres des hommes obscurs, & qui fit ouvrir une vomique qui le suffoquoit. Un jeune homme blessé à la poitrine étoit abandonné comme prêt à mourir, plusieurs jeunes gens qui le veilloient, s’amusèrent à barbouiller avec de la mouchure de chandelle le plus jeune qui s’étoit endormi au pied du lit ; le mourant ayant ouvert les yeux fut si frappé de ce spectacle, que s’étant mis à rire, il sortit par la playe trois livres de sang épanché, & il fut dégagé. Pechlin qui tenoit ce premier fait du malade (Liv. 3, obs. 28), rapporte comme témoin, que le rire détermina l’accouchement d’une femme dont on désespérait (…) ; & l’on trouve dans les mélanges des curieux de la nature, l’histoire d’une femme qui ne pouvoit point avoir de selles qu’elle n’eut beaucoup ri (Decur. 2. Ann. 3) ; un singe qui se coeffa de la thiare d’un pape mourant le fit rire si fortement, qu’il en résultat une crise qui le sauva. » À partir de la seconde moitié du XVIIIe siècle, le rire est envisagé dans le cadre thérapeutique comme remède aux pathologies morales, alors que l'on commence à percevoir confusément le rôle du psychisme,.

### Effets délétères du rire
On recourt également à une autre litanie d'anecdotes pour illustrer l'effet inverse causé par un rire excessif, c'est-à-dire la mort. Richond des Brus poursuit ainsi son énumération : « Le peintre Zeuxis rit tant en voyant un portrait de vieille femme qu’il venait de finir, qu’il mourut. Le poète Philémon mourut de rire, en voyant un âne manger des figues sur sa table et son esclave lui servir à boire. Marcutus [que d'autres appellent Margutus] périt dans un accès de gaîté qu’occasionna la vue d’un singe qui prenait ses bottes (...). »  Denis-Prudent Roy citant ces mêmes histoires, en ajoute quelques autres :  « Philistion, autre poète dans le genre comique, mourut aussi pour avoir ri excessivement. Tel périt encore le philosophe Chrysippe, au rapport de Pline. Joubert cite l’exemple d’une vieille femme d’Agen qu’un excès de rire fit succomber en entendant raconter une chose qui lui sembla extrêmement risible, etc. ». Roy, précise que l'histoire de Margutus proviendrait des Pensées du comte Oxenstiern, avant de poursuivre : « Une dame de distinction, âgée d’environ trente ans, d’un tempérament sanguin, était convalescente d’une maladie arthritique. Plaisantant un jour avec ses servantes, elle éclata en ris immodérés ; puis, un instant après, ayant eu besoin d’aller à la selle, on la vit tomber en syncope et expirer paisiblement ». Tissot évoque également les « dangers » du rire, renvoyant aux cas signalés par Cornelius Albert Kloeckhof, médecin réputé de Leyde,,. Il conclut cependant sur une note plus optimiste : « Mais ces effets funestes (…) sont rares ; les bons effets sont journaliers (…) & l’on ne s’étonne point que les Hypathiens lui eussent élevé un temple. »

### Physiologie du chatouillement
Quant au phénomène du chatouillement, les médecins en ont un point de vue analogue à celui du rire, dont il peut advenir autant de bien que de mal. Joubert se montre d'ailleurs partagé quant au statut du rire par le chatouillement : est-ce un « vrai rire » ou un « faux rire » ? Après réflexion, il tranche en faveur du « faux rire », le qualifiant volontiers de « rire bâtard » ou de « faux rire », parce que non pas provoqué par une idée plaisante, comme à l’ordinaire, mais par une action extérieure subie, d’une main étrangère, et mécanique. Il s’appuie sur les médecins italiens Girolamo Fracastoro et Niccolo Falcucci : le rire provenant du chatouillement n’est que « samblant & apparance de ris, sans avoir son vray titre & naturel ». Mais il relève le point de vue contradictoire de François Valériole, pour lequel les deux rires sont le même et procèdent du même principe, puisqu'il suffit que les personnes chatouilleuses se sentent déjà menacées du chatouillement pour commencer à rire, alors que le chatouillement ne leur a pas encore été appliqué : Mais Valériole reconnaît cependant que « ce ris n’est vray, ne excité de la conduite de nature, ains an ha quelques trais grossiers, & une ressamblance, » permettant à Joubert d’enfoncer le clou : « Or que le chatoulhemant soit facheus, déplaisant & non agréable, comme est l’occasion du vray ris, plusieurs choses le confirment : mais cecy principalemant, que nul veut être chatoulhé. Dont on dit de ceus qui le santent plus délicatemant, qu’ils le craignent ». La remarque de Valériole contient en germe, cependant, les idées à venir sur le rôle du psychisme dans le mécanisme du rire, et aussi dans celui du rire par le chatouillement. Denis-Prudent Roy, en 1814, déclarant franchement « inexplicable » le rire produit par le chatouillement, s'interroge : « Quel rapport y a-t-il entre le rire et le chatouillement ? ». Remettant en cause la classification défendue par Joubert distinguant le « rire véritable » du « rire bâtard », il en vient à la même conclusion que Valériole : « Je crois ces deux états distincts uniquement par la nature de leurs causes excitantes ; au fond ils ne constituent qu’un seul et même acte. »

### Entre volupté et douleur
Joubert s'étend longuement sur l'ambiguïté du chatouillement, procurant tout à la fois plaisir et déplaisir, « volupté » et « douleur ». S’appuyant sur Christophe de Vega, autre défenseur de Galien, qui compare le chatouillement au fourmillement, « lequel induit douleur, antremélée de plaisir », il s’interroge : « lequel a le dessus entre le plaisir et la douleur ? » Il examine plus avant la question sans néanmoins pouvoir la trancher. Plus de deux siècles plus tard, Denis-Prudent Roy se pose les mêmes questions : « Aussi le chatouillement paraît-il être un composé de plaisir et de douleur. C’est comme l’avait exprimé Lecat, une espèce de sensation hermaphrodite qui tient et du plaisir, dont il est l’extrême, et de la douleur, dont il est comme le premier degré. (…) Y a-t-il rien de plus voisin du très grand plaisir que la douleur ? Et qui peut assigner la distance entre le chatouillement vif qui nous remue délicieusement et le frottement qui nous blesse (…) ? »,

### Souffrir et mourir du chatouillement
D'autres anecdotes récurrentes sont assignées aux excès provoqués par le chatouillement, dont Denis-Prudent Roy écrit : « C’est quelquefois une espèce de torture, qui n’est pas pourtant sans quelque plaisir. » Joubert ne croit pas que le rire excessif puisse entraîner la mort, à l'exception seule du chatouillement, et rapporte l'histoire, dont il a « ouy parler », d'un jeune homme que deux jeunes filles chatouillèrent jusqu'à ce que mort s'ensuive. Par ailleurs, pour illustrer jusqu'où le chatouillement continué longtemps peut procurer de la souffrance, il cite le cas d'un gentilhomme « qui voulut donner un coup de pognard à un sien familier, qui le chatoulhoit trop : mais il n’eut pas la force, étant rompuë de ce ris, & un autre luy ota le pognard. ». Ces deux histoires sont reprises par les auteurs ultérieurs.

### Torture et supplice par le chatouillement
Il semble que le médecin suisse Albrecht von Haller soit l'un des premiers à évoquer un cas de torture, au sens strict du terme, par le chatouillement. Selon le médecin Eugène Bouchut, « on peut provoquer [le rire] par le chatouillement des côtes ou de la plante des pieds, et ce peut être un moyen de torture, car Haller raconte que les émissaires de Louis XIV usaient de ce procédé pour convertir les hérétiques des Cévennes. C’est le rire réflexe ». Son emploi durant la guerre des Cévennes est régulièrement évoqué par les auteurs du dix-neuvième siècle. S'en font ainsi l'écho tour à tour Balthasar-Anthelme Richerand en 1802, Denis-Prudent Roy, en 1814, Richond des Brus en 1828, Benestor Lunel en 1854,, Amédée Dechambre en 1874 (évoquant les Trembleurs des Cévennes, qui eurent à subir ce supplice),, le naturaliste Adolphe Focillon, fermant la marche en 1877.
Un cas de supplice, cette fois, est attribué aux Frères Moraves qui, paraît-il, pour des raisons religieuses ne voulaient pas faire couler le sang et avaient imaginé de faire périr les condamnés à mort par le moyen du chatouillement. Tissot, Denis-Prudent Roy, et Bouchut rappellent successivement cet exemple, renvoyant tous à une source unique : les Essays historiques sur Paris de Saint-Foix, tome V, paru en 1767.
Il sera question plus en détail ci-dessous de ces deux périodes historiques.

### Abandon d'une légende
En 1905, le médecin Charles Féré fait le point sur la question dans sa Note sur le chatouillement. Il balaie laconiquement le cas de mise à mort rapporté par Dechambre, trente ans plus tôt : « On a admis depuis que ce danger n’est qu’une légende. » Il rapporte différents cas de pathologies suscitées par des chatouillements comme l'épilepsie, des troubles neurasthéniques ou cardiaques, la fatigue ou l'angoisse, mais signale l'opinion d'Arthur Mitchell (en) qui exclut toute « irritation mécanique » causée par le rire, n'acceptant qu'une « irritation psychique ».

## La guerre des Cévennes et la guerre de Trente Ans
Comme il en est question ci-dessus, les médecins du dix-neuvième siècle rapportent inlassablement des cas de torture par le chatouillement survenus au cours de deux épisodes historiques marquants : la guerre des Cévennes, et l'établissement des anabaptistes en Moravie.

### Les Frères Moraves
Plus anecdotier et historiographe que véritablement historien, par ailleurs homme de théâtre et bretteur à ses heures, Saint-Foix paraît être le premier à nous donner cette information dans son tome V, publié en 1767, des Essays historiques sur Paris. Voici ce qu'il écrit : 

« Dans toutes les Religions, il y a des hommes qui se font du mal pour l’amour de Dieu ; passe encore, s’ils n’en faisoient point aux autres. * L’Inquisition, en livrant aux bourreaux ceux qu’elle a condamnés, recommande de ne pas répandre le sang, & pour ne point le répandre, on les brûle. Les frères de Moravie, une secte des Anabaptistes, ayant aussi en horreur de verser le sang, avoient imaginé un supplice fort singulier ; c’étoit de chatouiller le coupable jusqu’à ce qu’il mourût. * Les Médecins furent agrégés à l’Université de Paris ; les Chirurgiens en furent exclus, parce que l’Eglise abhore le sang. »

La suite ininterrompue de réflexions et d'avis divers sur les mœurs et coutumes des différents peuples dépeints par Saint-Foix recèle ce propos laconique où l'on apprend peu de choses, hormis qu'il s'agissait de « chatouiller le coupable jusqu'à ce qu'il mourût ». Il en a peut-être trouvé la trace dans la monographie historique du père Catrou consacré aux Anabaptistes de Moravie, second tome de son Histoire du fanatisme paru en 1706 et réédité en 1733. On peut en lire une recension dans le Supplément du Journal des sçavans :

« S’il arrivoit un homicide parmi les frères, on punissoit de mort le meurtrier ; mais le genre de son supplice étoit très-singulier, & imaginé bizarement, pour ne pas répandre le sang humain ; car on chatoüilloit le criminel jusqu’à ce qu’il en mourût. »

On n'est guère mieux informé quant au mode d'administration de ce « supplice » que chez Saint-Foix, lequel reprend quasiment mot pour mot le propos de Catrou. Ce dernier situe le théâtre de son action un siècle auparavant, en 1630. Selon lui, c'est à cette époque que les Frères de Moravie, réunissant Huttéristes et Gabriélistes, trouvent la prospérité en Moravie, où ils se sont établis, avant d'en être chassés par l'empereur Ferdinand II. D'après les connaissances actuelles, leur établissement en Moravie remonte plutôt à 1528, où ils connaissent une période heureuse dans les années 1560-1590, jusqu'à ce que les remous de la guerre de Trente Ans s'abattent sur eux en 1619, et que Ferdinand II les chasse du pays en 1622. Les approximations du père Catrou semblent manifestes s'agissant d'une période un peu reculée dans le temps.

### Les Trembleurs des Cévennes

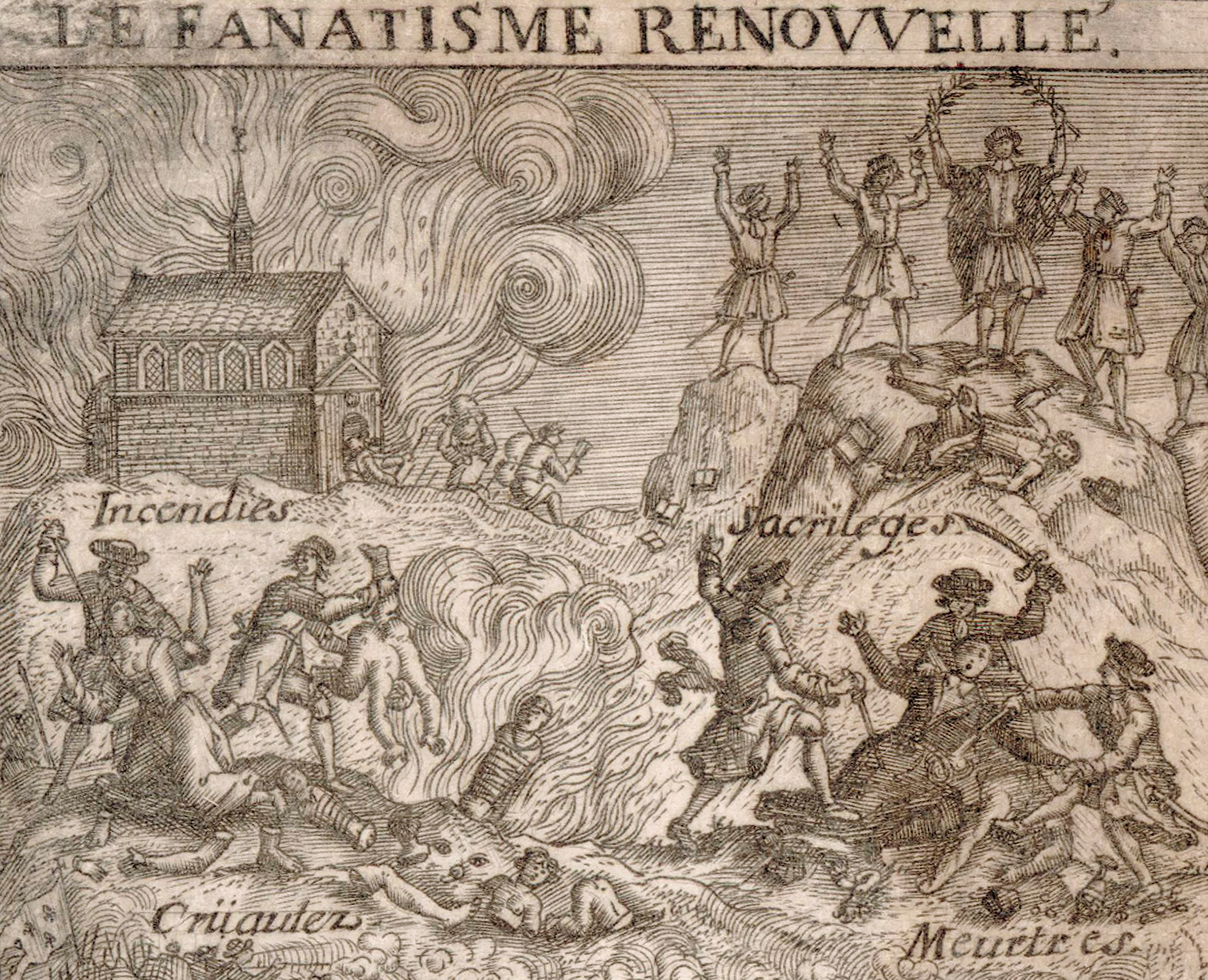
Le fanatisme renouvellé, détail d'une gravure pour Le fanatisme renouvellé ou Histoire des sacrilèges, des incendies, des meurtres... (1704).

Quant au recours au chatouillement par les Dragons de Louis XIV pour contraindre les « Trembleurs » des Cévennes à la conversion, seul se serait fait l'écho Albrecht von Haller au XVIIIe siècle, aux dires d'Eugène Bouchut. Mais un détail est plus qu'intrigant : il existe une Histoire des trembleurs, dont l'auteur n'est autre que le père Catrou, déjà compromis dans l'affaire des Frères Moraves. L'ouvrage paraît même former le troisième tome de son Histoire du fanatisme. Il y présente le quakerisme cévenol comme le résultat de la prédication d'un missionnaire anglais chez les « Fanatiques des Cévennes », sans dire un mot des dragonnades subies par eux. La coïncidence est pour le moins étrange, et conduit à se demander s'il y a réellement eu deux épisodes historiques distincts, à un siècle d'intervalle, impliquant l'un et l'autre une même torture par le chatouillement - déjà peu banale - ou si l'anecdote n'aurait pas confusément transité.
Mais il faut rappeler d'où vient l'appellation, plutôt péjorative, de « trembleurs ». La révocation de l’Édit de Nantes en 1685 suivie d'une campagne de conversion forcée des protestants, accompagnée de persécutions, précipite des communautés entières dans la clandestinité, et favorise la naissance d'un mouvement d'exaltation et d'inspiration « prophétique », notamment chez les enfants et les jeunes adultes. Les « inspirés » ou « prophètes » sont au cœur de l'insurrection cévenole des années 1702-1704. On peut lire en 1784 dans la Vie du maréchal duc de Villars,, lequel fut dépêché par le roi en 1704 pour venir à bout de la révolte, une description des convulsions de ces « prophètes » dans leurs moments de transe. Cette description ne passe pas inaperçue au cours de l'année 1784, alors que Paris est en pleine ébullition : le « magnétisme animal » défendu par le médecin allemand Mesmer est au centre des débats. Les deux commissaires nommés par le roi pour statuer sur le mesmérisme rendent alors leur rapport dans lequel les effets obtenus par Mesmer - les « crises », les états de « transe », les « convulsions » censés procurer des guérisons - sont mis sur le compte de l'imagination. Ils y rappellent l'exemple des Trembleurs des Cévennes, citant à l'appui l'extrait en question des mémoires du duc de Villars fraîchement publiées.
Or, il existe une relation directe entre le mesmérisme et Haller : Mesmer, qui compterait d'ailleurs parmi ses élèves, a précisément fondé sa « magnétophysiologie  à partir de la théorie défendue par Haller sur l'irritabilité des nerfs, dont il est question justement dans l'ouvrage supposé citer en exemple la torture du chatouillement appliquée aux Trembleurs des Cévennes. De telles coïncidences nécessiteraient d'être élucidées.
Il faut noter qu'Antoine Court, auteur d'une Histoire des troubles des Cévennes ou de la guerre des Camisards en 1760, ouvrage riche en détails, ne dit pas un mot de ce genre de supplice, alors qu'il signale les nombreux autres supplices qu'ont eu à subir les révoltés, tels que la roue et la pendaison,.

### Les aventures du Simplicissime pendant la guerre de Trente Ans

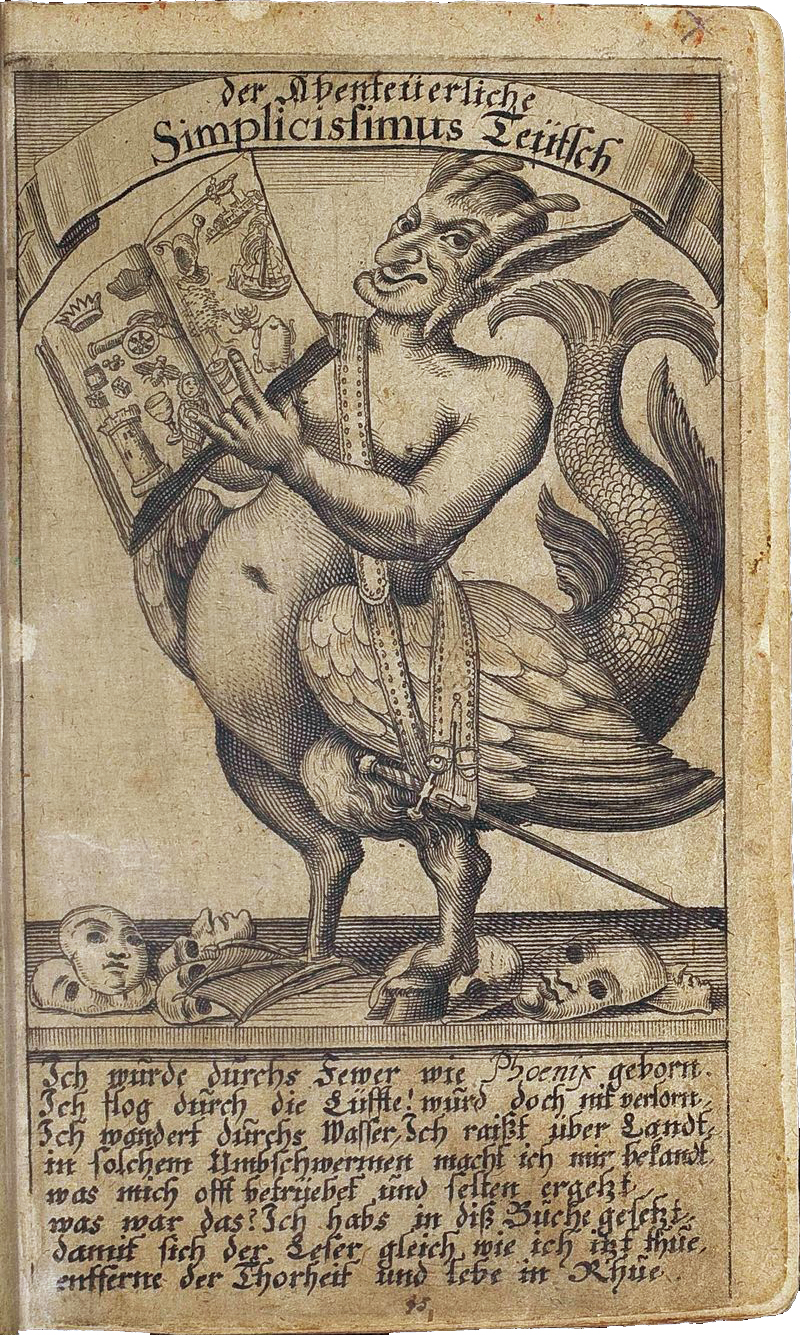
Frontispice des Aventures de Simplicius Simplicissimus (1669) où l'auteur est représenté en phénix.

En 1669 paraît anonymement en Allemagne le roman Der Abenteuerliche Simplicissimus Teutsch, aujourd'hui attribué à Hans Jakob Christoffel von Grimmelshausen (1622-1676). Sous une forme pseudo-autobiographique, le héros retrace ses aventures pendant la guerre de Trente Ans, l'effroyable conflit qui ravagea de part en part l'Empire germanique entre 1618 et 1648, décimant la population - dont on estime qu'un quart, soit environ quatre millions de personnes, fut massacrée lors des exactions commises par les bandes errantes de soudards - brûlant les villages et les fermes, jetant des milliers de vagabonds sur les routes. Les célèbres gravures de Callot publiées en 1633 donnent une idée de ces atrocités. Le roman de Grimmelshausen connaît un grand succès en Allemagne, où il est largement diffusé dès sa parution, et compte parmi les Monuments de la littérature allemande publiés dans les années 1860 par Gustave Freytag. Les aventures du jeune héros débutent aux alentours de 1634 dans un bourg de la Hesse, lorsqu'il assiste, enfant, au massacre de sa famille et de son village par une troupe de soldats suédois. Parvenu à s'échapper, il trouve refuge auprès d'un ermite, et par la suite devient tour à tour mendiant, prisonnier, page d'un seigneur, bouffon, brigand, et finalement soldat.
Aucune version française du récit ne voit le jour avant 1951, mais dans la thèse en Lettres de Ferdinand Antoine en 1882, on peut lire la traduction de ce passage : 

« Chacun inventait un nouveau genre de torture pour ces pauvres paysans, et chaque victime avait son supplice particulier. Mais mon Knän [mon père], d’après ce que j’en jugeais alors, fut le plus heureux et le mieux partagé. Car il avoua en riant ce que les autres avaient dû avouer au milieu des tourments et des cris de douleur. Sans doute, on lui accorda cet honneur, parce qu’il était le chef de la maison. Ils le mirent auprès d’un grand feu, le garrottèrent de manière à ce qu’il ne pût remuer ni bras ni jambes, lui frottèrent la plante des pieds avec du sel humide, et les lui firent lécher par une chèvre [notre vieille chèvre, unser alte Geiß], ce qui le chatouilla tellement qu’il faillit crever de rire. Comme je n’avais jamais vu mon Knän rire aussi longtemps, je trouvai cela si gentil et si charmant, que pour lui tenir compagnie, ou plutôt parce que je n’en comprenais pas davantage, je ne pus m’empêcher de rire avec lui. C’est en riant de la sorte qu’il avoua ce qu’on voulait savoir de lui, et dit où était caché son riche trésor, qui consistait en perles, en or et en bijoux, et qu’on n’aurait pas soupçonné dans la maison d’un paysan,. »

Abstraction faite de l'horreur absolue du contexte où le petit garçon ne semble pas réaliser que ses parents, sa famille, et tous les habitants de son village sont en train de périr sous ses yeux dans les plus atroces tourments, le récit atteste l'existence d'un chatouillement par les chèvres pratiqué par la soldatesque au cours de la guerre de Trente Ans, à la réserve que le roman de Grimmelshausen - dont les aventures du Candide de Voltaire reprennent plus ou moins le modèle - en dehors de son caractère partiellement fictif, comporte une bonne part de fantaisie. On notera également une proximité historique avec le sort des Huttéristes (ou « Frères de Moravie ») - auxquels Catrou attribue également un supplice par le chatouillement - persécutés au cours de cette même guerre de Trente Ans.

## Dans l'histoire de la torture pénale
Il est assez difficile de séparer histoire et littérature lorsqu'on aborde ce sujet tant les deux disciplines sont entremêlées, et auxquelles il faut ajouter une nouvelle fois la médecine. Tout l'imaginaire moderne associant le chatouillement à la torture, et que l'on voit à l’œuvre de façon emblématique dans le célèbre film François Ier, paraît s'être décanté tout au long du dix-neuvième siècle dans des écrits où l'historien, le médecin et l'homme de lettres se confondent. Dans la section consacrée à la littérature médicale, il n'était question principalement que du rire, comme phénomène physiologique, où la torture par le chatouillement figurait à titre d'illustration des cas les plus extrêmes, se limitant essentiellement à deux périodes de l'histoire concernant la guerre des Cévennes et les Frères Moraves. Mais en parallèle, les auteurs s'intéressent à des exemples empruntés aux anciennes procédures judiciaires.

### Selon Fodéré
L'étude la plus complète, et qui paraît avoir servi de socle, est peut-être l'article consacré à la torture par le médecin - de nouveau - François-Emmanuel Fodéré en 1821 dans le Dictionnaire des sciences médicales. Abordant le sujet de la question extraordinaire, cette phase finale où le condamné, dont la culpabilité vient d'être établie par le juge, va être soumis à un nouvel interrogatoire destiné non plus à extorquer des aveux (qui faisaient déjà l'objet de la question ordinaire), mais à obtenir la révélation de complices éventuels, et cela avant de marcher à son supplice final. D'après Fodéré, l'inutilité absurde de cette ultime mise à la question, et la situation de non-retour où se trouve désormais le condamné, a ouvert la porte à l'invention d'une multitude de supplices variés, « dont la plupart avaient été abandonnés, les uns, parce qu’on ne les croyait pas assez efficaces, les autres parce qu’on s’était aperçu [qu’ils] avaient pu occasionner la mort (…) ». C'est alors que l'on en vient à « l'improbable et singulière question du chatouillement ».
En voici la description : 

« Un autre genre de question avait été imaginé par des criminalistes peut-être moins cruels, et à mon avis plus ingénieux, c’était celui du chatouillement. On dépouillait l’accusé et on l’étendait sur une planche, puis on plaçait sur son nombril un scarabée qui était retenu par un bocal renversé et fixé au corps du patient par une courroie, de manière que l’insecte qui ne pouvait s’échapper faisait de grands mouvemens qui excitaient sur cette partie éminemment sensible un prurit insupportable, ou bien on frottait la plante des pieds du patient avec de la saumure, et on en faisait approcher une chèvre, animal qu’on sait être très-avide de sel ; lequel léchait constamment ces pieds ainsi arrosés, d’où résultait d’abord un chatouillement d’autant plus cruel, que le patient ne pouvait pas remuer. J’ai dit que cette manière de torturer était ingénieuse parce que l’on n’ignore pas qu’il est plus facile de résister à la douleur qu’au prurit, lequel peut devenir si insupportable, qu’il peut occasionner des défaillances et la mort (…) Dans cet acte, tout le système nerveux est réellement ébranlé, au lieu qu’il n’y en a qu’une portion dans l’action de la douleur. Cependant ce mode de question fut abandonné vers le milieu du dix-septième siècle, parce qu’il ne portait pas avec lui un appareil de cruauté assez effrayantè »

Deux modes de production du chatouillement sont donc répertoriés par Fodéré : le chatouillement par les chèvres ; le chatouillement par le scarabée. On peut remarquer qu'après Fodéré, qui semble puiser sa source dans les écrits des « criminalistes », cette double question du chatouillement ne paraît pas être repris dans les études consacrées au rire dont il était question ci-dessus. Autre détail intéressant : selon Fodéré, ce façon de mettre à la question paraît disparaître des sources à partir du milieu du XVIIe s.

### Selon Paul Lacroix
En 1850, dans sa vaste monographie sur le Moyen Âge et la Renaissance, Paul Lacroix, connu également sous le pseudonyme du « Bibliophile Jacob », à la fois homme de lettre, historien, érudit, consacre son chapitre Pénalité à l'ancien système judiciaire, où il aborde largement le sujet de la question, mais aussi des supplices, c'est-à-dire des moyens de mettre à mort. Il remanie assez fortement le texte de son ouvrage dans une seconde monographie en 1871. Il reprend en grande partie les éléments fournis par Fodéré, mais en se montrant assez imprécis sur certains points. Arrivant à la fin d'une liste des différentes façons de donner la question, il évoque celle par les chèvres : « ou encore, et c’était là une torture indicible, disent les vieux criminalistes, d’arroser les pieds d’eau salée pour les faire lécher par des chèvres. » Mais il ne précise pas si ce procédé serait en lien avec un quelconque chatouillement, se contentant de le qualifier d'« indicible ». Dans l'édition de 1850, il écrivait : « Quelques-uns se faisaient remarquer par leur singularité ; comme, par exemple (…) d’attacher le patient sur un banc, de lui arroser la plante des pieds d’eau salée et de les faire lécher par des chèvres. Il paraît que cette dernière torture causait des douleurs intolérables. » Nulle mention de chatouillement dans cet autre passage, où cette fois, il évoque des « douleurs intolérables ».
Par ailleurs - mais c'est un autre sujet que la question, et ne concerne donc pas la question par les chèvres - il évoque un mystérieux supplice du « chatouillement », dans la partie consacrée aux différents types de peine de mort, comme la roue, l'écartèlement, la décapitation, etc. Mais à aucun moment il ne précise de quoi il s'agit exactement : « Malgré la longue et sinistre énumération que nous venons de faire de la pénalité au moyen âge, nous sommes loin d’avoir épuisé le sujet, car nous n’avons rien dit de divers supplices plus ou moins atroces, qui furent en usage à différentes époques et dans différents pays, notamment du supplice de la croix (…) ; de l’arquebusade (…) ; du chatouillement, qui amenait la mort à la suite de tortures inexprimables ; etc… ». Voilà tout ce que l'on apprend. L'auteur semble vouloir rester prudent. On remarquera cependant l'emploi de qualificatifs très proches pour décrire aussi bien le supplice du chatouillement que la question par les chèvres (« indicible » et « inexprimable »).
Par ailleurs, concernant la question, Paul Lacroix cite précisément ses sources que sont les « vieux criminalistes ». Il en présente principalement deux : « Hippolyte de Marsiliis (it), docte et vénérable jurisconsulte de Boulogne, qui vivait au commencement du quinzième siècle, [et] mentionne quatorze manières de donner la gehenne ou question » ; Josse Damhoudère (en), jurisconsulte flamand, dont il cite le célèbre Praxis rerum criminalium, connu dans sa traduction française sous le titre Practicque et Enchiridion des causes criminelles. Dans l'édition de 1850, à propos de supplices, Lacroix signale les treize manières dont « le bourreau faict son exécution » énumérées par Damhoudère. Après avoir épuisé cette liste, il entame une dernière énumération : « Damhoudère passe sous silence un grand nombre de supplices. Il ne parle pas de l’estrapade, etc. (...). Il y aurait enfin à signaler une multitude d’autres genres de mort, tel que : étouffer ; arquebuser (…) ; chatouiller, (…). » Comme on le voit, le fameux « chatouillement » ne semble pas trouver sa source chez les « criminalistes ».

### La «géhenne aux cabres»

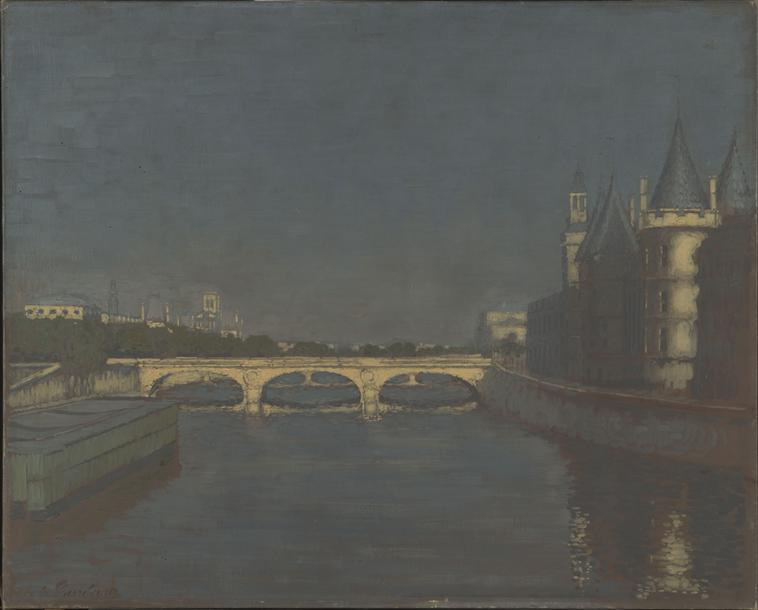
Le Pont au change, tableau d'Antonio de La Gandara. À droite, la tour Bonbec de la Conciergerie.

La question par les chèvres frappe tellement l'imagination qu'elle inspire au Docteur Briois un chapitre entier de son roman La Tour Saint-Jacques de Paris publié en 1866, chapitre intitulé « La géhenne aux cabres ». L'intrigue est située à Paris au XVe siècle, et met un archiprêtre accusé de meurtres. Sous le coup d'une enquête judiciaire instruite par le Parlement, il est conduit dans la Chambre de la Torture située dans les souterrains de la Tour Bon-Bec, à la Conciergerie. Là, dans le but de lui arracher de prompts aveux, il est soumis à la question au moyen de « l'étrange torture de la Géhenne aux cabres ». Le médecin, et romancier à ses heures, emploie vingt pages avec foison de détails pour nous décrire toutes les étapes de la séance, laquelle remplit pleinement, avec une efficacité redoutable, ses objectifs. Ne pouvant résister longtemps à l'agilité des langues « frétillantes » de ces « affreuses bêtes », l'archiprêtre passe rapidement aux aveux.
Il n'y aurait aucun intérêt à signaler, ici, cette œuvre de pure fiction, si ce n'était pour signaler ce cas assez emblématique du médecin s'adonnant à temps plein à la littérature - le roman totalise plus de 1200 pages - s'appliquant en particulier à une reconstitution historique et érudite dans la lignée du roman historique initiée par Notre-Dame de Paris de Victor Hugo (dont l'auteur a reçu d'ailleurs les félicitations), sans relâcher, néanmoins, son regard de médecin. De plus, ce roman fait l'objet, la même année, d'une communication du docteur Bonnet, que nous retrouvons ici (le même qui en 1839 évoquait le cas d'un criminel assassinant ses femmes en les chatouillant), devant la Société de médecine de Bordeaux. On y apprend que le docteur Briois sollicite son admission dans cette société, dont la demande est plaidée par le docteur Bonnet. L'usage voulant que toute demande d'admission s'accompagne d'une publication scientifique, plutôt que de s'appliquer à un « travail (...) plus ou moins bourré d'érudition », Briois a opté pour une seconde méthode plus plaisante, se proposant « d'instruire en amusant (...), ce qui l'a déterminer à tracer (...) l'élégante et gracieuse broderie d'une fiction. » On comprend alors que l'objectif principal de La Tour Saint-Jacques de Paris n'est autre que d'appuyer la candidature de l'auteur à son entrée dans cette société de médecine. Poursuivant son oraison, Bonnet entre dans les détails du roman, et s'étend tout particulièrement sur les détails croustillants de la Géhenne aux cabres, tournure volontairement médiévisante forgée par Briois pour désigner la « torture par les chèvres ».
Les pages du chapitre concerné ne manquent pas, d'ailleurs, de réflexions purement médicales qui rejoignent les connaissances alors établies sur le système nerveux, et les effets supposés d'un chatouillement excessif. Il prête ainsi ce dialogue entre Maître Gille, «le chirurgien le plus savant de son époque », chargé d'assister le patient dans son épreuve, dont on peut présumer qu'il représente pour l'auteur une sorte de double littéraire, et le lieutenant criminel : 

« -Et comment expliquez-vous, Maître Gille, que cette simple action de provoquer le chatouillement sur ces certaines parties du corps, soit un supplice plus intolérable que les souffrances déterminées par les énergiques moyens de Torture dont vous venez de parler ?
-Je l'explique, Messire, par cette raison que, dans toutes les sortes de Questions que je vous citais tout à l'heure, il n'y a jamais qu'une partie des nerfs du corps qui soit foncièrement ébranlée par la douleur ; tandis que dans la Géhenne aux Cabres, comme nos anciens la nommaient, et dont l'invention prouve en faveur de leur ingénieux esprit d'observation, l'arbre nerveux tout entier entre en révolte, depuis ses plus petits rameaux jusqu'à ses maîtresses branches ; et cela est si vrai, que si cette Torture n'était pas suspendue de minute en minute, la mort en serait promptement et infailliblement le résultat. »

### Les véritables effets
Au moment où les médecins ont écarté la réalité d'une torture par le chatouillement, ou d'un quelconque danger de mort par le chatouillement, Georges Verdène - pseudonyme de Joseph Édouard Sidler - publie en 1906 une monographie sur l'histoire de la torture dans l'institution judiciaire allemande. Ayant puisé à la source des « vieux criminalistes », citant notamment la Chartario, praxis interrogandum reorum publiée à Rome en 1618 , il nous livre une description, cette fois, plus réaliste :

« Les Romains connaissaient encore bien d’autres manières de torturer leurs prisonniers. On se servait même d’animaux pour la question. Ainsi on frottait fortement la plante des pieds de l’accusé, avec du sel ; on le liait étroitement et une chèvre était chargée de l’office de bourreau, c’est-à-dire qu’elle venait lécher le sel sur les pieds nus (Tormentum cum capra). L’animal, avide de sel, léchait tellement les pieds du malheureux, que sa langue rêche mettait souvent les os à nu. Cette torture qui, au premier abord, peut paraître enfantine, était en réalité fort cruelle. »

Un peu plus loin, il évoque également la torture par le scarabée : « La torture dite Tormentum cum scarabaeo, consistait à placer sur le corps du patient un scarabée recouvert d’un vase. L’insecte causait au torturé de très grandes souffrances. » Ici, l'auteur semble embarrassé, ignorant visiblement quel pourrait être le véritable effet d'un scarabée placé sur le corps du patient, sans cependant se risquer à parler d'un « chatouillement ».
Il faut noter au passage que Verdène, qui n'est sans doute pas historien, entretient la confusion entre la justice pratiquée par les Romains de l'antiquité, et celle des tribunaux à Rome sous l'ancien régime, dont les traités de procédure judiciaire publiés aux XVIe et XVIIe siècles sont le reflet. C'est dans ces imprimés de l'ère moderne que l'on trouve mentionnés le Tormentum cum capra et le Tormentum cum scarabaeo, lesquels ne peuvent donc pas être situés dans la Rome antique. Cette présentation un peu confuse serait l'une des sources de l'idée, assez répandue, que les Romains de l'antiquité auraient pratiqué ce genre de torture, alors qu'il est à mettre d'abord sur le compte des tribunaux de Rome à la Renaissance.

### Dans les anciens traités de procédure criminelle

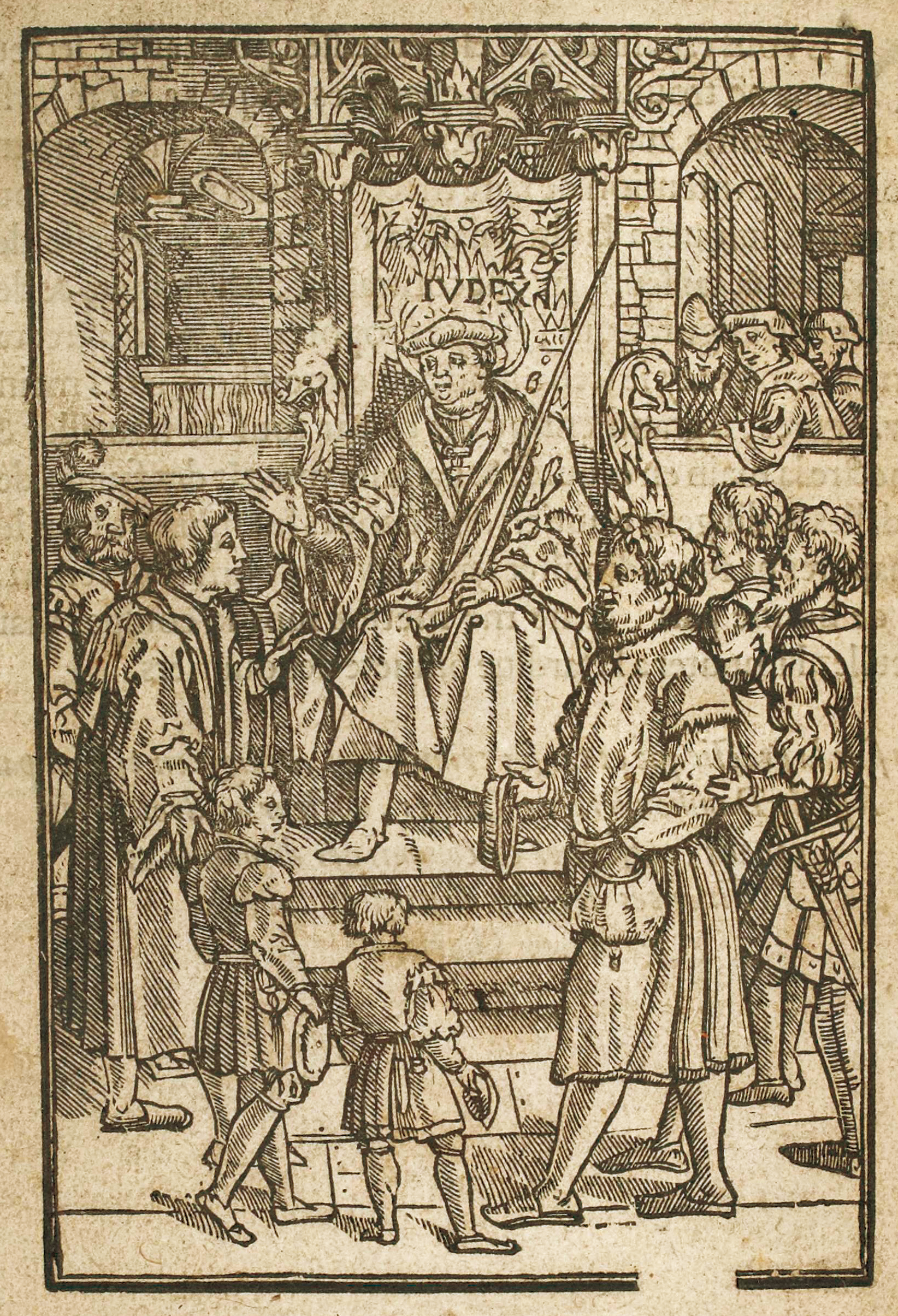
La practique et enchiridion des causes criminelles de J. de Damhoudère, 1555. Un juge conciliant les parties adverses.

Les anciens criminalistes ont publié un certain nombre d'ouvrages de pratique pénale destinés à fournir un code de référence aux différents acteurs judiciaires. Parmi l'arsenal juridique fourni à ces hommes de lois figure le recours à la torture, ou question, très encadré, présentant toute la procédure à suivre. Les ouvrages circulant d'une ville à l'autre, et même d'un pays à l'autre, sont la plupart du temps rédigés en latin, et spécifient les usages propres à chaque lieu. Ces usages n'étant pas les mêmes, on a droit alors à de véritables listes de tortures possibles, commençant généralement par celles les plus en usage, en général pratiquées au lieu où l'auteur du traité officie. On signale éventuellement celles qui se pratiquent dans telles autres villes, ou dans tels autres pays. Ou alors, les auteurs se contentent de les énumérer sans mentionner le lieu où elles sont appliquées. Parmi elles, sont quelquefois mentionnées la question par les chèvres et celle du scarabée.

#### Tormentum cum capra

##### Döpler
L'un des auteurs les plus récents, Jacob Döpler (+1693), magistrat à Eisenach, puis conseiller à la cour de la comtesse de Schwarzburg, à Sondershausen, est l'auteur du Theatrum poenarum, traité sur les peines judiciaires dont le premier tome paraît l'année de sa mort. Passant en revue différents types de mise à la question, il en vient, dans son point 148, au « Tormentum cum capra oder Die Ziegen-Volter ».
La description qu'il en fait, plutôt glaçante, nous emmène bien loin de l'idée amusante d'un chatouillement provoquant des rires convulsifs. Il ne s'agit non pas de chatouiller, mais de provoquer des lésions graves et mutilantes, des plaies aggravées par un frottement continu. Les autres juristes qui mentionnent l'emploi de la chèvre ne s'en départissent pas. Döpler en cite principalement deux : Francesco Bruni et Hippolyte de Marsiliis (it), et émet quelques doutes concernant un troisième auteur : Hortensius Cavalcanus. Mais il ajoute trois autres sources : le traité médico-légal de Paul Zacchias, un traité sur le sel de Bernardino Gómez Miedes (es) et L'histoire de la Hongrie d'Antoine Bonfin où il est question du fameux Dracula. Ce dernier avait, selon Döpler, coutume de faire taillader la plante des pieds de ses prisonniers turcs, avant de les faire recouvrir de sel et de les donner à lécher aux chèvres, « afin d'augmenter leurs tourments ».
Quant au Commentatorium de sale de l'évêque espagnol d'Albarracin, Bernardin Gomez de Miedes (vers 1515-1589), plusieurs types de tortures ayant recours au sel y sont mentionnées, dont celle de la chèvre dont il décrit les mêmes effets,.

##### LesQuestions médico-légalesde Paul Zacchias
L'éminent médecin romain Paul Zacchias (1584-1659), considéré par la médecine moderne comme l'un des pères de la médecine légale et de la psychiatrie, à qui l'on doit par ailleurs diverses études sur Le rire et les larmes, Les passions de l'âme, La mort subite, La démence est très impliqué dans la vie politique et judiciaire à Rome. Dans ses Quaestiones medico-legales, il aborde la question de la torture et de son effet sur la santé du patient. Passant en revue différents types de mise à la question, il en vient à celle de la chèvre, qu'il juge plus pénible à endurer que celle du scarabée, dont il a parlé précédemment. Mais il estime qu'elle est sans danger si on l'applique avec mesure, et il en présente l'aspect progressif allant de la simple incommodité, où la plupart affectent du dégoût ou de l'aversion (taedium) à force d'être exposés au frottement de cette langue abrasive, jusqu'à la réelle douleur lorsque les chairs partent en lambeaux,. Le médecin renvoie par ailleurs à Francesco Bruni et au traité de Gomez sur le sel.

##### «Atroce mais sans danger corporel»

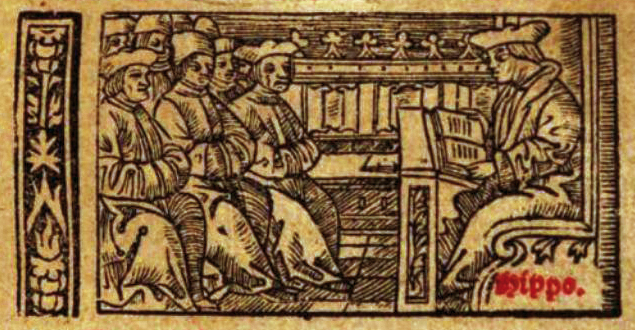
Hippolyte de Marsiliis enseignant le droit à ses étudiants, vignette de 1531.

Les plus anciens traités n'apportent guère d'autres détails significatifs sur l'emploi de la chèvre. Josse de Damhoudère (en)(1507-1581), jurisconsulte de Bruges, connu pour les gravures qui illustrent son Enchiridion, estime qu'« elle est vraiment la plus atroce et la plus intolérable des tortures, quoique sans aucun danger corporel »,. On peut noter au passage que dans l'édition francophone de ce célèbre traité, toute cette section a été coupée. Hippolyte de Marsiliis (it) (1451-1529), jurisconsulte de Bologne, auquel ont puisé de nombreux auteurs, précise également qu'elle est sans danger (sine periculo),. Francesco Bruni (1re moitié XVIe-1510), jurisconsulte de Sienne, dans son Tractatus de indiciis et tortura, publié en 1495, a « entendu dire que c'était la plus rigoureuse des tortures, mais qu'elle est dénuée de tout danger » (istud est durissimum tormentum & sine periculo),,,. Il semble que ce soit la plus ancienne référence connue, reprise par la suite par tous les auteurs qui ont été cités précédemment. Étant donné que Bruni reconnaît lui-même en faire mention seulement par ouï-dire, sa mise en pratique réelle dans la procédure judiciaire de son époque paraît incertaine,.

##### L'hircum vivumde Cavalcanus
On se souvient que Döpler émettait quelques réserves au sujet de Cavalcanus. En effet, Hortensius Cavalcanus (1558-16..), jurisconsulte peu connu de Fivizzano, dans son De Brachio Regio, publié en 1605, abordant le cas des crimes les plus graves, où les aveux doivent être obtenus de toute urgence, signale deux tortures pouvant alors s'appliquer, dont la seconde est décrite ainsi : sed hircum vivum appendere pedibus torti, nunquam vidi, nec approbabo (« mais attacher un bouc agité aux pieds du torturé, je ne l'ai jamais vu faire, ni ne l'approuve »), ce qui est assez imprécis. Un autre auteur, citant ce même passage de Cavalcanus, qualifie cette méthode de « bizarre ». Döpler la signale avec hésitation, à la fin de son point consacré au Tormentum cum capra, en se disant perplexe. Rien ne dit, en effet, qu'il s'agissait de faire lécher les pieds du patient. Si Cavalcanus prend la peine d'employer l'épithète vivum, on imagine plus facilement l'intention d'exposer le malheureux aux ruades de l'animal, ce qui relève d'une cruauté inconcevable, et rappelle l'antique supplice de Brunehaut. Les propos de Cavalcanus, qui justifie que l'on emploie des moyens atroces pour les pires criminels, mais s'imposant toutefois une limite à la barbarie, n'est pas sans rappeler l'ambiguïté des juristes, et des médecins qui « éclairaient » leur jugement, vis-à-vis de la torture, l'estimant à la fois nécessaire et utile - ce que d'autres contestaient - tout en affectant une certaine mesure, et une répugnance pour des méthodes qu'ils qualifiaient « d'indignes ».

##### Tormento della capra
Malgré le nombre très varié des tourments dont les traités italiens dressent la liste, l'un d'entre eux est le plus souvent en usage dans leur pays : le tormento della capra. Il n'a cependant aucun rapport avec celui qui emploie une véritable chèvre. Les auteurs lui donnent d'ailleurs alternativement différents noms : sveglia, cavallo, cavaletto (autrement dit « chevalet », dont il est une variante), capra. Le nom capra vient peut-être de l'emploi d'une pièce de bois, car on peut lire, dans le Dittionario imperiale, dictionnaire de langue quadrilingue, paru en 1743, au mot capra, chèvre : « c’est aussi un boulon à soutenir un échaffaut de maçon, une sorte de gehenne (...), une sorte de banc ou tréteau, qui sert au lieu de chalit (...) », et au pluriel capre : « certaines pièces de bois, qui soûtiennent la tente d’une galerie ». Cette sveglia ou capra, réputée sans danger pour l'intégrité physique, est systématiquement employée dans certaines villes italiennes, notamment à Rome. Elle est même considérée comme une spécificité romaine, ou italienne. Il y a donc deux tormenti della capra sans aucun rapport l'un avec l'autre, ce qui a pu entraîner certaines confusions, comme la réputation attribuée aux Romains (de l'antiquité) d'avoir souvent recouru au supplice de la chèvre.

##### Dracula et le rire sardonique
Döpler n'est pas seul à évoquer les pratiques de Dracula. Un autre jursiconsulte allemand, Christoph Crusius (de), ou Crause (1590-1653 ou après), en poste à Brunswick et à Hannovre, publie à Marbourg en 1637 un Tractatus de indiciis (d'ailleurs mis à l'index par Rome en 1712, sans doute parce que l'auteur est protestant). Après avoir évoqué la « question » par la chèvre dans les termes habituels,, il cite un passage du Theatrum humanae vitae, la célèbre encyclopédie en 39 volumes de l'humaniste et médecin Theodor Zwinger l'Ancien, publiée en plusieurs éditions entre 1565 et 1604. Dans le volume 28 de cette encyclopédie, consacré aux questions politiques et juridiques, Zwingler dresse une liste de tortures de l'antiquité, où il inclut celle qui nous occupe en la qualifiant d'« inexprimable » (infandum), ce qui rappelle les sentiments exprimés à ce sujet par le Bibliophile Jacob,.
Selon cette description, « la langue âpre de la chèvre, avide de sel, suscite une souffrance inimaginable et conduit l'homme à un accès de rire sardonien jusqu'à l'évanouissement ». C'est plus ou moins l'effet décrit par le docteur Briois dans son chapitre de la Géhenne aux cabres, et on peut supposer que les auteurs du dix-neuvième siècle ont combiné les éléments trouvés chez les « vieux criminalistes » avec les détails fournis par l'encyclopédie de Zwinger pour nous dépeindre cette torture de la chèvre telle qu'on se la représente généralement. Toujours est-il que Zwinger la fait curieusement figurer non pas parmi les tortures pénales qui ont cours à son époque, mais dans une petite liste de tortures de l'Antiquité (mentionnées par Macrobe, Aristophane, Plaute...) où il passe subitement à celle-ci, précisant aussitôt qu'elle fut pratiquée par Dracula en Transylvanie, renvoyant, comme Döpler, au fameux Antoine Bonfin, ou plutôt Antonio Bonfini. Il semble donc qu'à ses yeux, elle revêt un aspect suffisamment exotique pour prendre place parmi les cruautés des temps anciens.
Quant au « rire sardonien », ou « sardonique », pour un médecin de la Renaissance, si l'on se fie au traité sur le rire de Laurent Joubert (voir plus haut), il est mis sur le compte d'un état pathologique proche du délire, et appartient à la catégorie du rire « bâtard », « non naturel » ou « non légitime », comme le rire produit par le chatouillement, dont il se distingue cependant.
Antonio Bonfini (1427-1502), homme de lettres, est appelé à la Cour de Bude où résident le roi de Hongrie, Matthias Corvin et la reine Béatrice. Nommé historiographe de la cour, il est chargé d'écrire une vaste Histoire de la Hongrie, à laquelle il s'attelle entre 1488 et 1495, publiée plus tard à Bâle en 1543. Il y insère une série d'anecdotes sur Vlad III, voïvode de Valachie, appelé Dracula, c'est-à-dire « le Dragon ». Ce surnom rappelle son appartenance à l'Ordre du Dragon créé au début du siècle pour protéger la chrétienté face aux Ottomans. Mais Vlad III est arrêté par Mathias en 1462 et emprisonné. Depuis sa chute, plusieurs récits circulent sur le compte de ce prince, lui attribuant une série d'actes de cruauté. Selon l'historien François Cadhilon, cette « propagande » a pour but de justifier aux yeux de l'Occident l'arrestation de celui qui fait figure de « Défenseur de la Chrétienté ». Bonfini ajoute au corpus déjà constitué d'autres anecdotes, avec son lot de crimes barbares, qu'il est seul à rapporter. Selon l'historien Matei Cazacu, ces ajouts tardifs témoignent d'une certaine lassitude à la Cour de Bude pour des récits passés de mode qu'il s'agit de renouveler. Parmi ces nouvelles anecdotes, figure celle où les prisonniers turcs doivent subir le supplice où des chèvres lèchent leurs plantes de pieds, au préalable écorchées et enduites de sel,. Cazacu présume que seule la Cour de Bude a pu être la source des faits racontés par Bonfini. Ce passage est ensuite reproduit intégralement par Sébastien Münster (1489-1552) dans sa célèbre Cosmographie universelle, publiée à Bâle en 1544,, une année seulement après la publication de l'ouvrage de Bonfini.

#### Tormentum cum scarabeo
Cet autre genre de torture est quasi systématiquement, dans les divers écrits, associé à celle de la chèvre, peut-être parce qu'elles impliquent toutes deux le recours à des bêtes. Döpler la qualifie de « ridicule », mais en décrit l'atrocité : le scarabée enfermé sur le nombril du patient, cherche une issue « en pinçant et en grattant à l'aide de ses cornes ». Zacchias fait le même genre de réflexion. Le scarabée est nommé scarafacium ou scaravagium, chez Crusius et Marsiliis, qui décrivent la même scène. Mais Zwinger en signale une version plus effrayante impliquant des rongeurs (mures) affamés à la place du scarabée. Damhoudère en varie l'horreur en signalant l'emploi de frelons (crabonibus), rongeurs (muribus) et de toutes sortes de petits animaux agressifs similaires (similibusque infestis animalculis). On trouve encore d'autres variantes chez les autres auteurs qu'il n'est pas utile de répertorier, car on comprend à l'évidence que cette torture n'a aucun rapport avec un quelconque « chatouillement », contrairement à ce qu'affirme Fodéré.
En revanche, on peut remarquer que Jacob de Bellovisu (it) (vers 1270-1335), peut-être le plus ancien auteur faisant autorité dans les différents traités, mentionne ce châtiment (« alio modo fit cum thaone sive scaravays vivo ») dans son Practica judiciaria (imprimé en 1521 et 1529), sans citer celui de la chèvre, ce qui représente l'un des rares cas où les deux « modes » ne sont pas signalés ensemble,.

## À Toulouse auXIIIesièclesous l'Inquisition
Quelques auteurs signalent l'emploi de la torture de la chèvre par l'Inquisition à Toulouse,, ou du chatouillement pendant la croisade albigeoise,. Mais pour le moment, cette affirmation n'est ni documentée ni sourcée.

## Dans la Rome antique
Quelques auteurs du XXe et du XXIe siècle, mettent sur le compte des Romains de l'antiquité l'emploi d'une torture de la chèvre. Cependant ces auteurs ne paraissent pas citer leurs sources. Il est possible qu'une confusion provienne du tormento della capra (« torture de la chèvre ») fréquemment employé par les tribunaux à Rome sous l'ancien régime, également appelé sveglia, cavallo ou cavalletto, sorte de chevalet sans aucun rapport avec l'emploi d'une véritable chèvre (voir ci-dessus, Tormento della capra), et qui semble dériver de l'antique equuleus, chevalet de torture employé à Rome dans l'antiquité, et attesté dans les sources anciennes.

## En Chine et au Japon
La journaliste Irene Thompson signale que la torture du chatouillement serait connue des Chinois, et aurait été mise en pratique sous la Dynastie Han, mais serait contestée par les historiens,. L'anthropologue Margaret Mead aurait, d'après un magazine américain, attribué aux Chinois un supplice du chatouillement où du miel aurait été répandu sur la plante des pieds des torturés pour être ensuite léché par des animaux. Mais l'article ne cite pas de référence précise,.
Le journaliste japonisant Mark Schreiber affirme l'existence d'une torture nommée kuzuguri-zeme (« chatouillement sans miséricorde ») prévue dans l'ancien code pénal japonais,.
Aucun historien reconnu ne semble relayer ces informations.

## Anecdotes

### Religieuses de Werte possédées du démon
Dans sa Mystique divine, naturelle et diabolique, l'écrivain Joseph von Görres (1776-1848) raconte, dans un chapitre « Epidémie démoniaque », comment des religieuses possédées ont été persécutées par les démons : « Quelques religieuses du couvent de Werte, dans le comté de Horn, furent tourmentées d’une manière non moins merveilleuse (…). Quelquefois on les tirait du lit, et on les chatouillait tellement sous la plante des pieds qu’elles étaient sur le point de mourir à force de rire. »

### Autre affaire criminelle en Angleterre

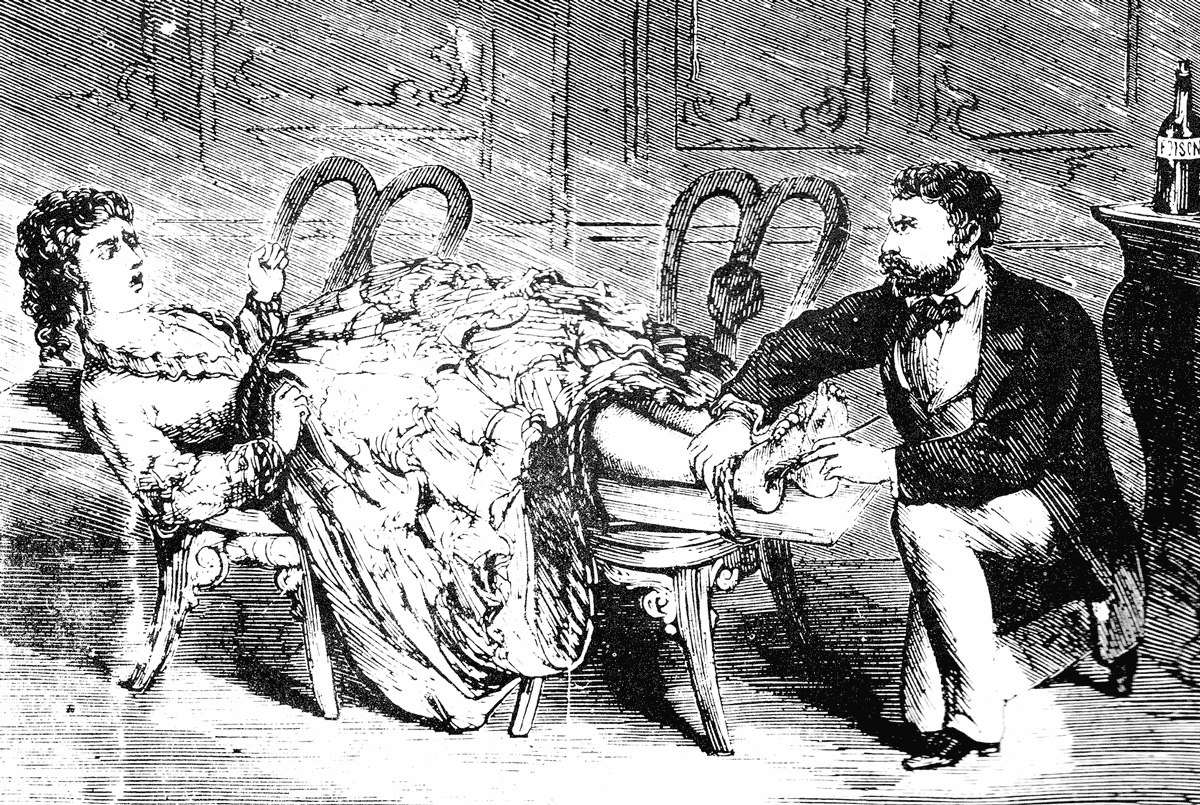
Illustration, The Illustrated Police News, 11 décembre 1869.

En 1869, on lit dans le journal à sensation Illustrated Police News, qu'un dénommé Michael Puckridge, habitant de Winbush, un hameau du Northumberland, dans le nord de l'Angleterre, sous prétexte de soigner les varices de sa femme, a ligoté celle-ci sur une planche fixée sur deux chaises pour lui chatouiller la plante des pieds sans interruption avec une plume, la conduisant à un état de frénésie jusqu'à l'évanouissement. Selon l'article, accompagné d'une gravure illustrant la scène, l'épouse infortunée aurait à la suite de ce traumatisme été admise en maison de repos,,. La scène représentée par l'illustrateur, pure vue d'artiste, évoque bien plus la haute société londonienne qu'un petit village perdu aux confins de l'Angleterre et de l'Écosse, d'après le riche intérieur (mobilier, boiseries) et les élégantes toilettes des deux personnages.
Mais une version plus complète de ce même journal, moins souvent reproduite, donne quelques détails supplémentaires : Puckridge souhaitait vraisemblablement se débarrasser de sa femme depuis quelque temps, et l'avait même menacée à plusieurs reprises. Depuis l'internement de l'infortunée épouse, leur nièce - une fillette - alerte les voisins en leur racontant que Mme Puckridge a subi de mauvais traitements de la part de son mari. L'auteur de ce second article se montre beaucoup moins catégorique quant à la nature de ces mauvais traitements : « Il y a tout lieu de croire que les choses se soient passé de cette façon, mais les résultats de l'enquête ne sont pas encore connus. »,.
Le traitement que la presse racoleuse réserve à cette affaire, une année seulement après la chronique fantaisiste de Jean Duboys, au sujet de l'affaire Lelièvre dit Chevallier, doublée de la fiction de Victor Cochinat, parues concomitamment en France en 1868, révèle la complaisance avec laquelle des faits initialement sordides sont volontiers détournés et déformés sous des dehors amusants afin de divertir le public. Cette "légende" - d'après les termes de Jean Duboys - du chatouillement pratiqué dans une intention criminelle semble connaître une certaine vogue au cours des années 1860.

## Véracité
(juillet 2023).
Les sources examinées ne paraissent pas suffisantes[source secondaire souhaitée] pour attester l'existence d'une torture ou d'un supplice du chatouillement au cours de l'histoire. Son emploi hypothétique pendant la guerre des Cévennes ou par les Frères de Moravie repose sur des mentions non documentées : seul Catrou la situe chez les Frères de Moravie, seul Haller la situe chez les Trembleurs des Cévennes, peut-être à partir d'anecdotes peu fiables. Le récit du Simplicissime n'est pas à prendre comme un témoignage historique, mais s'inscrit dans un style littéraire d'allure humoristique : il s'agit plutôt, pour l'auteur, de mettre en relief la naïveté d'un personnage qui ne perçoit pas la réalité des évènements. La torture du scarabée ne produit pas le chatouillement décrit par Fodéré. Il reste celle de la chèvre, qui conserve une ambiguïté : les criminalistes décrivent un stade ultime bien éloigné d'un quelconque chatouillement et dont on a vu les effets inhumains. Quant au premier stade, certains auteurs le jugent incommodant sans fournir plus de précision. On note une certaine contradiction entre ceux - nombreux - qui la présentent comme « sans danger » pour l'intégrité du corps, tout en la qualifiant d'atroce (et même d'atrocissimum), et ceux qui nous parlent de lésions extrêmes où les chairs sont retirées jusqu'à mettre les os à nu, dont on ne voit comment elles ne pourraient pas laisser de séquelles. Pour Döpler, le patient ne peut d'ailleurs plus, après cela, se servir de ses pieds. Aussi Zacchias précise-t-il que cette torture ne cause aucun dégât corporel à condition qu'elle soit arrêtée à temps. Selon lui - et il est le seul à le préciser - avant même d'être arrivé à ce stade, le commencement serait en lui-même incommodant, procurant du dégoût ou de l'aversion (taedium). Cette incommodité initiale doit-elle être assimilée au chatouillement ? Aucun auteur ne le précise. Seul Zwingler parle d'un « rire sardonien allant jusqu'à l'évanouissement ». Seulement Zwingler n'écrit pas dans le cadre d'un traité judiciaire, ou médico-légal, et il situe même cette torture de la chèvre parmi celles de l'antiquité ou des pays lointains, renvoyant d'ailleurs aux anecdotes de Bonfini sur Dracula, ce qui laisse entendre que sa description ne lui est pas parvenue via les pratiques judiciaires de son temps, mais par des récits colportés. Enfin, la médecine, depuis le début du vingtième siècle, ne croit pas à un « danger » que représenterait le chatouillement.

## Dans les arts et la littérature
Innombrables sont les scènes de torture par chatouillement rencontrées au cinéma, dans des émissions de télévision, dans les dessins animés, etc. Il en existe des dizaines répertoriées pas certains amateurs dans les forums de discussion. Les exemples qui suivent font partie des cas les plus marquants, par leur effet sur le public ou leur importance dans l'histoire culturelle.

### Dans les arts du spectacle

#### Pierrot assassin de sa femme

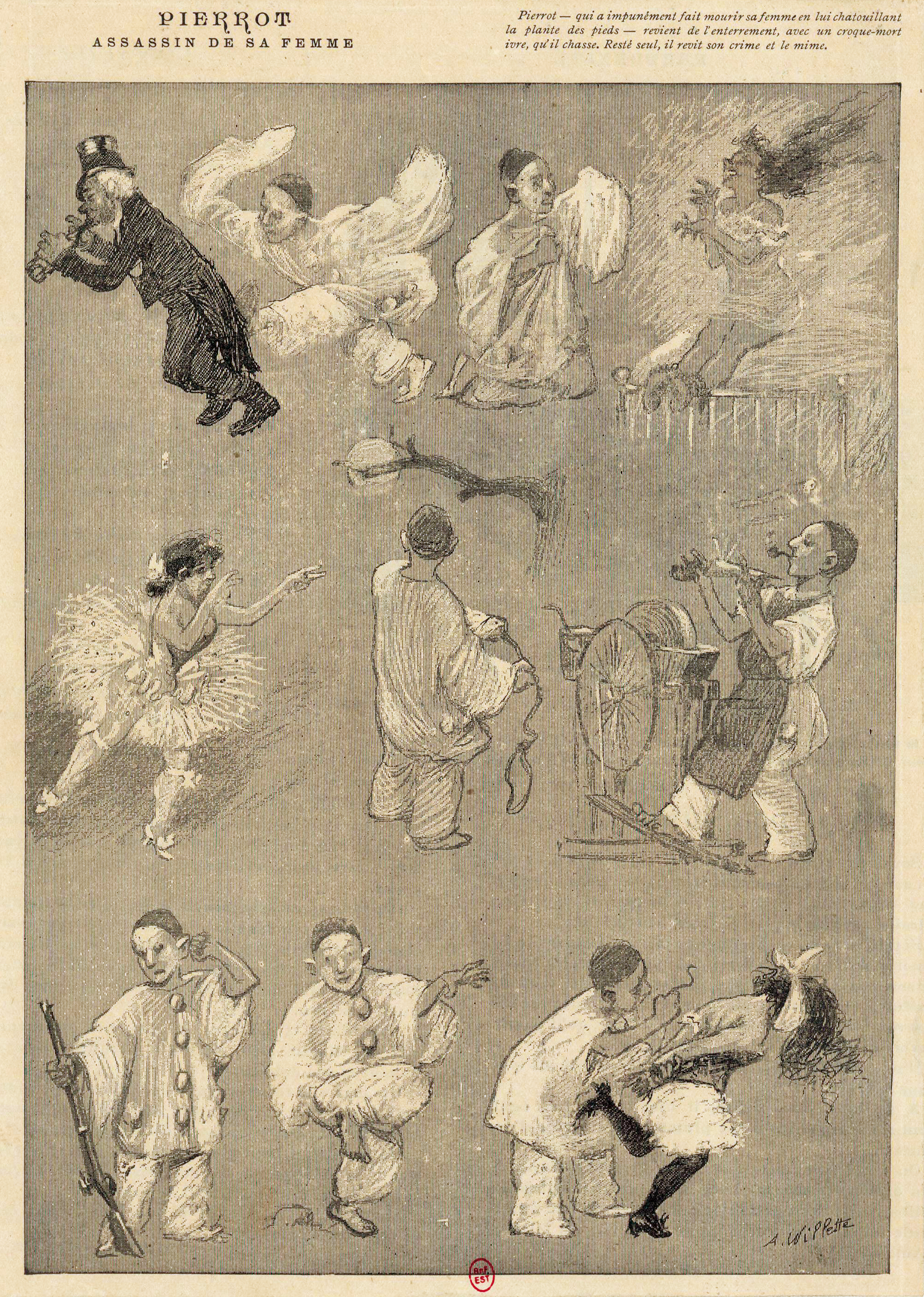
Pierrot assassin de sa femme, illustration d'Adolphe Willette (1888).

Dans cette pantomime, Pierrot rentre chez lui après l'enterrement de Colombine qu'il a assassinée en la chatouillant. Sombre, il se remémore l'assassinat et revit toute la scène : il ligote, de façon imaginaire, sa femme sur son lit, et la chatouille sous la plante des pieds jusqu'à la mort, se jetant lui-même sur le lit pour mimer les contorsions et l'agonie de la suppliciée. Paul Marguerite interprète cette pantomime le 2 mars 1888 au Théâtre-Libre, accompagnée d'une musique de Paul Vidal. Plus d'un siècle plus tard, la compagnie Le Mat ressuscite cette œuvre au festival d'Avignon en 2016.
Le livret est d'abord publié en 1882, accompagné d'une épigraphe de deux vers extraite d'une arlequinade en un acte de Théophile Gautier, Pierrot posthume : 
« L'histoire du Pierrot qui chatouilla sa femme, 

Et la fit, de la sorte, en riant, rendre l'âme »
En 1910, publiant un recueil de ses sept pantomimes, Paul Margueritte raconte dans un préambule comment lui est venue sa vocation pour le mime, après avoir interprété au théâtre le Pierrot posthume de Théophile Gautier, et avoir reçu les encouragements de Mallarmé. Puis il explique les sources d'inspiration de l'argument de son « tragique cauchemar » : les deux vers de Théophile Gautier et un conte tragique du commandant Rivière ,.
L'origine du scénario se trouve ainsi en partie dans le Pierrot posthume de Théophile Gautier, coécrit avec Paul Siraudin, et créé le 4 octobre 1847 au Théâtre du Vaudeville, repris sur la même scène en 1864, publié pour la première fois en 1855, puis l'année de sa mort, dans le recueil Théâtre : mystère, comédies et ballets en 1872. En réalité, Margueritte a détourné les deux vers de Gautier, et même inversé l'histoire originale : Arlequin tente de séduire Colombine, femme de Pierrot. Ce dernier, désespéré, songe au suicide. Passant en revue différents moyens de se tuer, il se souvient qu'il a lu « dans un conte du temps L’histoire d’un mari qui chatouilla sa femme Et la fit, de la sorte, en riant rendre l’âme… ». Trouvant ce genre de mort « propre, gai, gentil », il décide de se suicider en se chatouillant lui-même. Il commence à s'exécuter lorsque Colombine le surprend et le réprimande,. Margueritte conserve de la scène originale le mime de Pierrot en train de se chatouiller.
En revanche, le « conte du temps » où un mari fit mourir sa femme en la chatouillant, paraît avec évidence renvoyer à la fameuse affaire criminelle dont le bruit courait depuis 1839 (voir ci-dessus) et qui a durablement marqué les esprits tout au long du dix-neuvième siècle.
L'autre source d'inspiration de Margueritte est une nouvelle d'Henri Rivière, Pierrot, paru en 1860, où Charles Servieux, ami fictif du narrateur, s'imaginant lui-même à la place de Pierrot sur la scène du théâtre, toujours désireux de tirer vengeance de son rival et de Colombine, raconte comment il a impressionné son public imaginaire par un rire frénétique se transformant « en ces convulsions sans nom de la femme que son mari attache la nuit sur un lit et qu´il fait mourir lentement en lui chatouillant la plante des pieds »,.
Par ailleurs, la figure du Pierrot assassin tire son origine d'un autre fait divers survenu en 1836 lorsque le mime Debureau, célèbre interprète de Pierrot, tue accidentellement d'un coup de canne un ivrogne, rue de Bagnolet. Les Funambules se saisissent de l'affaire en la reproduisant sur scène dans la pantomime Marchand d'habits, où Pierrot, sans le sou, ne pouvant séduire une dame du monde faute de vêtements adéquats, finit par assassiner à coup de sabre un marchand d'habits ambulant afin de s'emparer de la toilette nécessaire. La pantomime est abondamment commentée par le même Théophile Gautier dans sa critique parue dans la Revue de Paris. Il aura donc fallu deux faits divers, une pantomime, une arlequinade et une nouvelle, pour converger vers la pantomime « fin de siècle » et « hoffmanienne » de Paul Margueritte.
Celle-ci ne passe pas inaperçue, et donne lieu à plusieurs illustrations parues dans La revue illustrée : deux planches lithographiques d'Adolphe Willette, et une autre planche signée Henri Thiriat et Henri Lanos, ainsi que des illustrations d'Adolphe Willette dans la partition de Paul Vidal,,.

#### FrançoisIer
Le film François Ier de Christian-Jaque, sur un scénario de Paul Fékété, sorti en 1937, a marqué durablement le public français, à cause de la fameuse scène de la chèvre. Honorin, doublure de peu de talent, doit remplacer le rôle-titre de l'opérette François Ier, où il doit donner la réplique à l'héroïne de la pièce, la Belle Ferronnière, maîtresse du roi. Pour l'aider à mieux camper son personnage, le magicien Cagliostro l'envoie à Amboise à la cour de François Ier, où il se fait passer pour le duc de Meldeuse. Il est alors logé chez le terrible Ferron, le mari cocu de la Belle Ferronnière. Cette dernière se sert d'Honorin pour attirer sur lui l'attention du mari jaloux, et détourner ses soupçons de sa relation secrète avec le roi. Irrité par cet amant de pacotille, et surtout intrigué par son dictionnaire Larousse dont Honorin se sert pour épater la Cour et lire l'avenir de plusieurs personnages, Ferron décide de l'attirer dans les souterrains de sa demeure, ancien manoir féodal, pour le soumettre à un interrogatoire sous la torture. Il espère ainsi se rendre maître du livre « magique », dont le nom « la Rousse » lui semble d'ailleurs diabolique. La torture, assez singulière, choisie par Ferron pour faire parler Honorin, est celle où une chèvre doit lui lécher la plante des pieds, au préalable arrosée d'eau salée. « C'est le supplice auquel l'homme le plus courageux ne peut résister plus de cinq minutes », annonce-t-il. Heureusement, le fantôme Jules, ancien chevalier errant auquel Honorin a rendu un grand service, vient à son secours, et le délivre des mains de Ferron.
Deux affiches ont été réalisées pour ce film produit par Gray films, l'une de Xarrié pour la sortie en 1937, et l'autre signée Guy-Gérard Noël (1912-1994) pour la reprise en 1945.

#### Publicité pour le chocolat light de Poulain
En 1990 est diffusée à la télévision en France une publicité pour Poulain light, simulant une scène de torture du chatouillement par la chèvre : dans un souterrain lugubre, un homme habillé d'un smocking, arrimé à une table par des sangles de cuir, et tenant à la main une tablette de chocolat light de Poulain, est interrogé sous la torture par deux femmes en tenue de soirée. Tandis qu'une chèvre lui lèche la plante des pieds, ses deux tortionnaires le forcent à vanter, au milieu des contorsions d'un rire convulsif, les mérites aussi bien gustatifs que diététiques du nouveau chocolat allégé de Poulain.

### Dans l'iconographie

#### Excoffon dans lesMémoires de Monsieur Claude, etUne semaine de bontéde Max Ernst
Dans la seconde édition des apocryphes Mémoires de Monsieur Claude, parue en 1884, le récit de l'affaire Excoffon (voir ci-dessus « Affaires criminelles ») est illustré d'une gravure signée A. F. (peut-être Alphonse François) représentant la scène où l'assassin chatouille sa femme après l'avoir attachée à son lit, la scène ayant pour témoin le voisin indiscret censé l'observer par le trou d'une serrure.
La configuration de la scène n'est pas sans rappeler la lithographie d'Adolphe Willette pour illustrer Pierrot assassin de sa femme dans La Revue illustrée, quatre ans plus tard.
Cette gravure fait partie des 184 images découpées et réemployées par Max Ernst en 1933 pour son roman-collage Une semaine de bonté, dans la série du Lion de Belfort du premier cahier, où il dénonce, par des scènes de violence, meurtre, torture, etc., la montée du nazisme en Europe,. L'ouvrage est publié en 1934 en cinq cahiers.

#### Musées de figures de cire: The London Dungeon et Les martyrs de Paris
Dans les années 1990, le London Dungeon, musée des horreurs historiques de Londres, compte parmi ses figures de cire consacrées à l'histoire de la torture, un simulacre de torture de la chèvre : un homme est attaché sur un banc tandis qu'une chèvre lui lèche la plante des pieds. Une bande sonore angoissante diffuse les gémissements du torturé, et l'on peut lire sur un cartel la description, conforme à l'histoire, de cette torture où la langue abrasive de la chèvre, à force de lécher, finit par emporter des morceaux de chair. En 1992, une annexe de ce musée, reproduisant les mêmes statues de cire, est ouverte de façon éphémère à Paris, au forum des Halles, sous le nom des Martyrs de Paris.
L'emploi de figures de cire pour représenter des scènes de torture n'est pas nouveau puisqu'en 1866, le Musée de M. Talrich au Palais-Royal, consacré entièrement à la reconstitution de scènes historiques, compte dans son sous-sol une « Chambre de la Question » d'un palais de justice du XVe siècle, où est simulée une mise à la question par l'eau. Une recension de Paul de Saint-Victor parue dans La Presse consacre quelques lignes à l'ouverture de cette nouvelle salle ainsi qu'à la monographie que Charles Desmaze vient alors de publier sur le sujet,.

#### Les scènes allemandes de pilori
Le Kriminal Museum de Rothembourg (de), en Allemagne, connu pour sa collection d'anciens piloris, conserve un dessin anonyme où l'on voit un condamné (au dix-septième siècle, d'après le costume des personnages), les pieds nus enfermés dans un carcan, exposé à la fantaisie des passants. Une chèvre amenée par un enfant lui lèche la plante des pieds, tandis qu'un autre enfant lui chatouille le visage avec un brin d'herbe. Le dessin est daté du vingtième siècle (selon la notice du musée).
Une gravure, d'après un dessin signé de Carl Boppo (de) (1840-1928), publiée en 1889 dans le journal familial illustré Das Buch für Alle, représente le même genre de scène : un condamné, les jambes et les poings emprisonnés dans un carcan, est exposé aux vexations de la foule. Un bouffon lui chatouille le nez à l'aide d'une plume de paon. La scène, intitulée Die Strafe des Händelsüchtigen (« Le châtiment du marchand ») est censée se dérouler en 1520.

## Fétichisme du chatouillement: Knismolagnie, knismophilie, titillagnie, gargalophilie, gargalolagnie
En raison du très faible nombre de publications sur le sujet, cette partie reprend en partie les éléments d'un article en ligne du psychologue spécialiste des addictions comportementales Mark D. Griffiths (en).
Parmi les nombreuses paraphilies existantes, l'une, peu étudiée, a pour objet le chatouillement. On la nomme knismolagnie, ou knismophilie, du grec knismos, knesmos, xysmos, « prurit, démangeaison, danse », et philein, « aimer » ou lagneia, « débauche ». On rencontre plus rarement le mot « titillagnie », du latin titillo, « chatouiller ». En revanche, les formes « gargalophilie » et « gargalolagnie » du grec gargalizein, « chatouiller », paraissent très peu employées.
Le professeur de médecine légale Anil Aggrawal (en) définit la knismophilie comme une paraphilie où l'excitation et le plaisir sexuel sont procurées à l'aide du chatouillement. Dans une autre publication scientifique, Lisa Shaffer et Julie Penn proposent un système de classement des paraphilies où elles mentionnent spécifiquement l'acarophilie (paraphilie du prurit) et la knismolagnie pour les exclure du champ de la délinquance sexuelle.
Le docteur Griffiths évoque, quant à lui, un croisement éventuel avec le fétichisme du pied et le fétichisme des aisselles, et même d'une façon générale avec le sado-masochisme au vu des nombreux sites internets pornographiques où la knismolagnie s'exprime principalement autour du fantasme d'une torture du chatouillement mettant en scène des victimes, généralement immobilisées, et des bourreaux qui leur font subir le chatouillement.

### L'univers fétichiste des chatouilles: artistes, industrie pornographique, communauté d'internautes
Comme le reste de l'univers fétichiste, l'univers gargalolaniaque suit une trajectoire, au cours du vingtième siècle, initiée par quelques artistes reconnus, au penchant fétichiste, poursuivie par l'industrie pornographique qui a prospéré, à une époque, en Californie, pour aboutir à l'ère d'internet, à la naissance d'une communauté d'internautes, et à la multiplication de producteurs de vidéos, et de dessinateurs amateurs.

#### Deux artistes reconnus
Le photographe américain Elmer Batters (1919-1997), connu pour être l'un des pionniers de la photographie fétichiste à partir des années 1950-1960, mettant particulièrement en valeur les pieds de ses modèles féminins, réserve un petit nombre de ses clichés à des scènes de chatouillement. Aucun de ces clichés, cependant, ne rejoint la sphère sado-masochiste, n'ayant jamais recours au « ligotage » : les femmes s'y livrent entre elles à de simples jeux de chatouillement de pieds. Ces photographies, en couleur ou noir et blanc, sont publiées dans plusieurs ouvrages d'art.
Le dessinateur italien Franco Saudelli (1952-), après s'être essayé à différents univers de la bande dessinée (science-fiction futuriste, genre policier, etc.), crée en 1987 son héroïne favorite et emblématique, La Bionda (it), au centre de plusieurs albums publiés les années suivantes, évoluant dans un étrange univers futuriste et totalitaire, peuplé quasi uniquement de femmes engagées dans de sombres luttes d'espionnage. Au milieu de cet univers oppressif évolue une sympathique voleuse, La Bionda (ou « la Blonde »), qui tente de tirer son épingle du jeu. Tout est prétexte à des scènes où des espionnes sont inévitablement ligotées et bâillonnées par la Blonde, voire quelquefois interrogées et torturées au moyen du chatouillement des pieds. Le dessin des pieds fait d'ailleurs l'objet, de la part de l'auteur, d'un soin très méticuleux.

#### L'industrie pornographique
À partir des années 1980-1990, quelques sociétés de production pornographique commencent à exploiter le filon fétichiste du chatouillement, et diffusent quelques brochures ainsi que des vidéos, dont l'objet principal est de mettre en scène des femmes ligotées et chatouillées. Ces publications trouvent rapidement leur public, et l'on assiste par la suite à une multiplication des revues et des maisons de production vidéo autour des mêmes thèmes. Avec l'arrivée d'internet, ces sociétés sont cependant distancées par des amateurs fétichistes, dont beaucoup se professionnalisent rapidement, en se livrant à une production massive et industrielle dans une perspective marchande. Le phénomène déborde alors largement des États-Unis et se répand en Europe et en Amérique du Sud.

#### Une communauté d'internautes et de dessinateurs amateurs
Avec l'arrivée d'internet, le public fétichiste des chatouilles se regroupe rapidement pour former une « communauté » internationale, se retrouvant sur des forums de discussion anglophones. Outre les discussions consacrées au chatouillement, les internautes font circuler des dessins, dont ils sont parfois les auteurs, publient des histoires qu'ils ont composées, répertorient des scènes de chatouillement retrouvées dans différents médias : films, dessins-animés, émissions de télévision, publicités, bandes dessinées. Les auteurs de dessins, de niveaux très variés, mettent en ligne massivement leurs créations depuis les années 2010 sur le site DeviantArt. Un magazine, créé à la fin des années 1990, Tales from the asylum, the definitive source for tickling fiction & art, commercialise les planches de certains d'entre eux, avant d'être repris ensuite par MTJ publishing, maison d'édition regroupant de multiples séries dessinées, toutes consacrées au chatouillement (en général des simulacres de torture par le chatouillement).